# St.-Mauritz-Kirche (Münster)

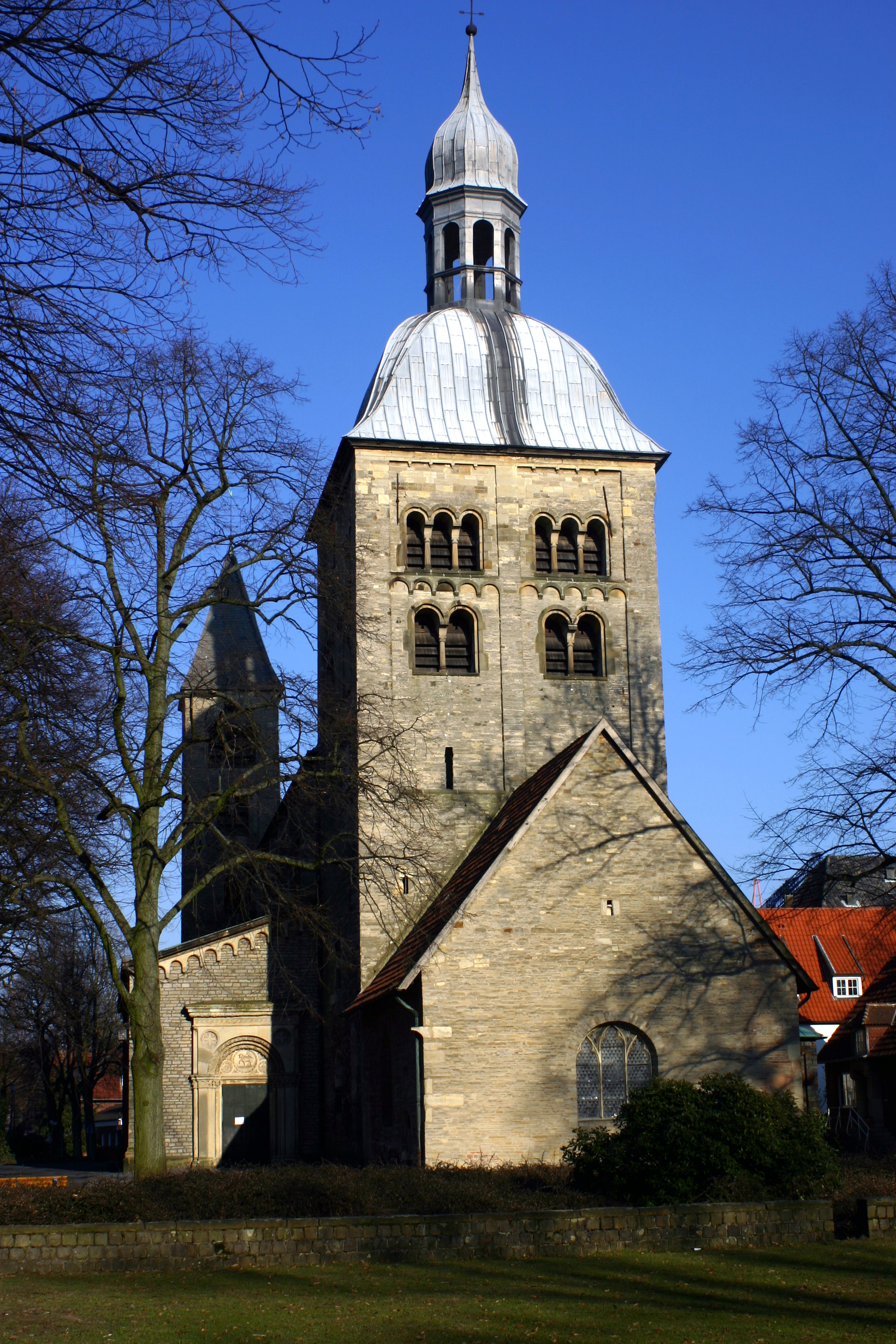
St. Mauritz von Westen

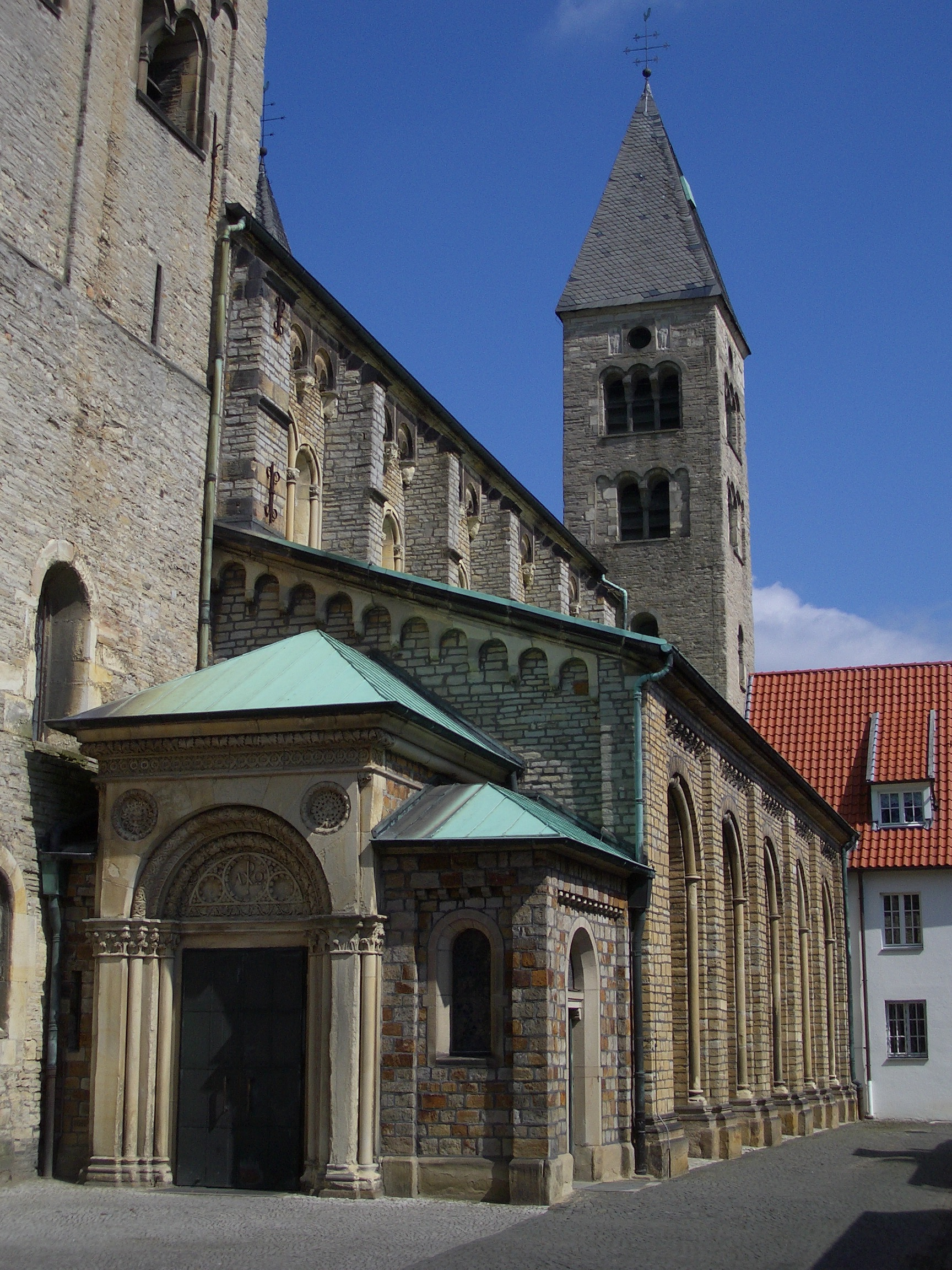
Südliches Seitenschiff und südlicher Ostturm

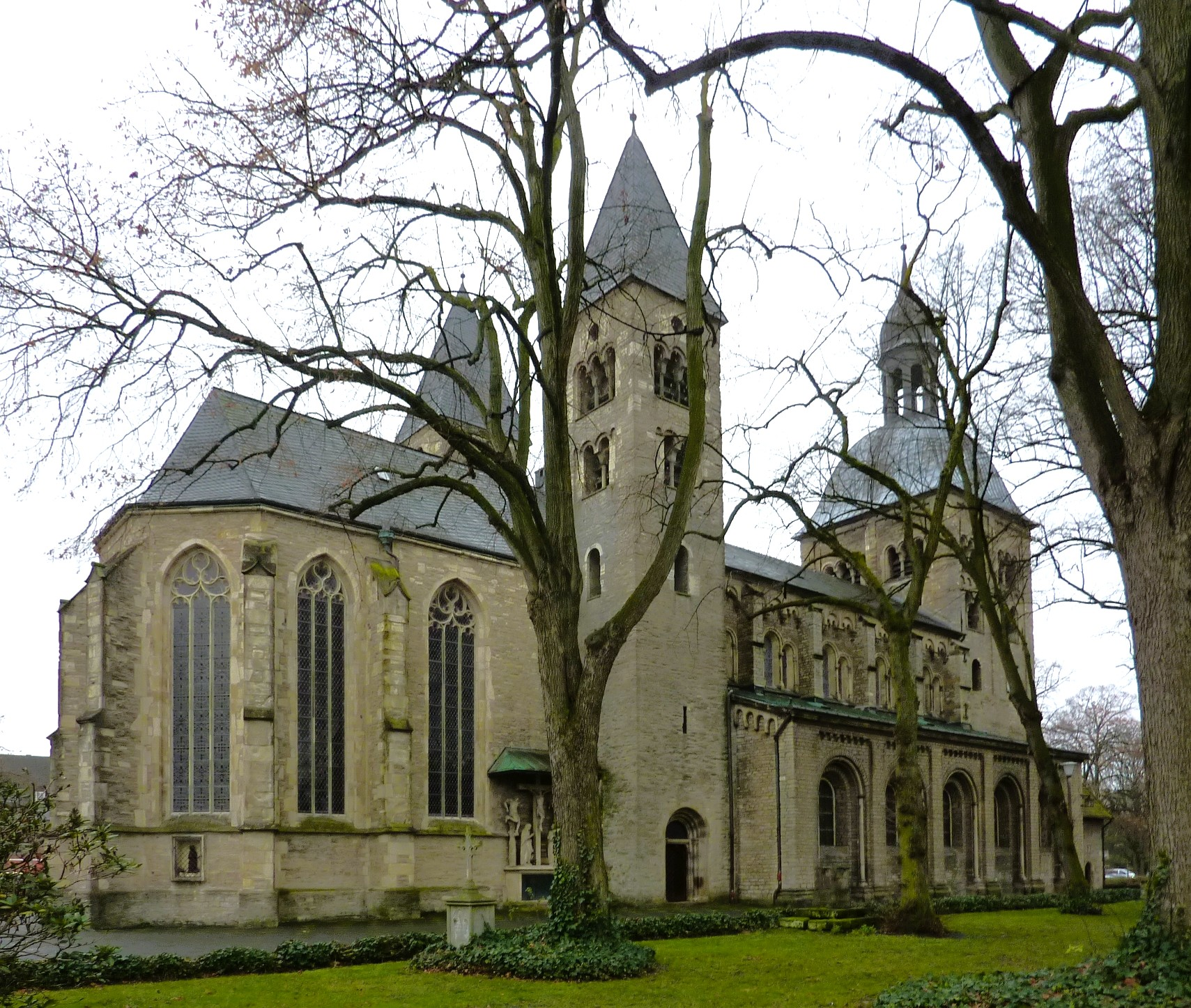
St. Mauritz, Gesamtansicht

Die katholische Stifts- und Pfarrkirche St. Mauritz ist der älteste in Teilen original erhaltene Sakralbau in Münster. Sie liegt im Westen des Mauritzviertels, knapp außerhalb des Innenstadtrings, an der Sankt-Mauritz-Freiheit.

## Patrozinium
Die Kirche steht unter dem Patrozinium des Hl. Mauritius. Er war der Legende nach Anführer der Thebaischen Legion und erlitt um 290 in Agaunum im Wallis das Martyrium. Seine Verehrung ist seit dem 4. Jahrhundert bezeugt. Er gehörte zu den Hauptpatronen des Heiligen Römischen Reichs. Sein Gedenktag ist der 22. September.

## Geschichte
St. Mauritz war Stiftskirche des Kollegiatstifts St. Mauritz, das nach dem Domkapitel des St.-Paulus-Doms als das bedeutendste Stift im Bistum Münster galt.

### Stift
Das genaue Gründungsdatum des Stifts ist unbekannt, da die Urkunde nicht mehr vorhanden ist. Es gibt aber mehrere Indizien dafür, dass Bischof Friedrich I. († 1084) der Gründer war.
Aufschlussreich sind die engen Verbindungen Friedrichs zum St. Mauritius-Dom in Magdeburg. Er war dort zunächst Kanoniker, stieg dann zum Dompropst auf, scheiterte aber mit seinem Streben nach dem Amt des Erzbischofs und kam dann nach Münster. Da Magdeburg ein Zentrum der Mauritius-Verehrung war, spricht das Mauritius-Patrozinium der Stiftskirche für den Einfluss Friedrichs I. Außerdem lassen Untersuchungen der romanischen Osttürme bei Grabungen im Jahre 1970 vermuten, dass die Stiftskirche um das Jahr 1064 oder kurz danach, d. h. in der Amtszeit Friedrichs I. errichtet wurde. Möglicherweise stammten die Pläne zum Bau aber bereits von dessen Vorgänger Rudbert.
Der Abschluss der Bauarbeiten – einschließlich der Errichtung des Langhauses – und die Weihe der Stiftskirche fielen vermutlich in die Amtszeit von Friedrichs Nachfolger Bischof Erpho. Beide Bischöfe wurden in der Stiftskirche begraben, das Grab Erphos wurde zum Ort der Verehrung.
Erweiterungen erfuhr das Stift offenbar durch den von 1098 bis 1118 amtierenden Bischof Burchard. Er ließ Stiftsgebäude bauen sowie einen Kreuzgang, der an die Südseite der Stiftskirche anschloss. An dem Kreuzgang wurden kleine Kapellen angebaut, u. a. die Blasiuskapelle, in der Bischof Burchard bestattet wurde.
St. Mauritz war – nach dem Domstift, welches anfangs auch seine Pröbste stellte – das ranghöchste Stift im Münsterland. Die Stiftsherren stammten fast ausschließlich aus edelfreien Adelsgeschlechtern. Das Stift war – wahrscheinlich durch seine Vögte, die Grafen von Steinfurt – mit bis zu 20 Villikationen (Güterkomplexen) ausgestattet, in welchen die Abgaben der zugehörigen Höfe eingezogen wurden. 1147 wird z. B. als Villicus eines zu St. Mauritz gehörenden Oberhofs Varwecke bei Havixbeck Everwinus Droste erwähnt.
Der münstersche Bischof Hermann II. stiftete die Dechanei und beauftragte 1177 den Ausbau des Kapitels. In seiner Amtszeit wurden auch der Westturm und die Erphokapelle errichtet. Außerhalb des eigentlichen Stiftsbezirks, der damals noch vor den Toren Münsters lag, siedelten sich vorwiegend Handwerker an, sodass sich ein „suburbium“ entwickelte.
Bis ins 14. Jahrhundert hinein bestimmte der Bischof von Münster die Pröpste von St. Mauritz. Dies änderte sich durch eine Verwaltungsreform im Bistum gegen Ende des 14. Jahrhunderts, in deren Zuge die Rechte der Stiftspröpste eingeschränkt wurden. Zum Ausgleich erhielt das Stift St. Mauritz das Recht der freien Propstwahl. Einer der Dechanten war 1352 Wessel von Deckenbrock, Sohn des Bürgermeisters von Münster Johann III. von Deckenbrock und der Adelheid von Langen. Er wurde spätestens 1376 bischöflicher Offizial.
Im Jahre 1529 begann Bernhard Rothmann, Kaplan an St. Mauritz, reformatorisch zu predigen. Damit wurde das Stift Ausgangspunkt der Entwicklung hin zum Täuferreich von Münster. Nachdem die Täufer 1534 die Kontrolle über die Stadt erlangt hatten, fiel auch das Stift St. Mauritz den Verwüstungen der Täufer zum Opfer. Nach der Niederschlagung des Täuferreichs wurden die Stiftskirche und die Stiftsgebäude wiederhergestellt.
Gottfried von Raesfeld, eine bedeutende Person der Gegenreformation im Münsterland, wurde 1541 Kanoniker in St. Mauritz. Er trat 1552 die Stelle an seinen Bruder Bitter von Raesfeld ab und folgte dann 1557 seinem Bruder Bernhard von Raesfeld im Amt des Propstes zu St. Mauritz.
1576 wurde das Grab des Stifters, Bischof Friedrich I., geöffnet, worüber ein genauer Bericht des Everwin von Droste zu Hülshoff vorliegt, eines Vetters des dortigen Scholasters Johann Droste (1551–1571).
Der Kreuzgang der Stiftskirche mit seinen Kapellenbauten wurde 1832 abgerissen. Von den stiftseigenen Wohngebäuden sind heute nur noch die (ehemalige) Stiftskurie und (in Teilen) das Gebäude der alten Dechanei erhalten. Die Stiftskurie, die heute als Pfarrhaus von St. Mauritz genutzt wird, liegt unmittelbar gegenüber von St. Mauritz. Das Gebäude wurde 1758 vermutlich nach Plänen von Johann Conrad Schlaun erbaut und wird heute als Pfarrhaus genutzt. Die alte Dechanei (Wohnung des Stiftsdechanten) befindet sich in einiger Entfernung nordöstlich der Kirche. Außerdem sind noch Überreste der Umfriedung der IMMUNITAS SANCTI MAURITII vorhanden, und zwar die Torpfeiler des östlichen Zugangs zum Stiftsbezirk, die 1754 errichtet wurden. In ihrem Gesims ist der o. g. lateinische Hinweis auf den Stiftsbezirk eingemeißelt.

### Pfarrkirche
Im Jahre 1811 wurde das Stift im Zuge der Säkularisation aufgehoben. Die Kirche war seitdem Pfarrkirche der eigenständigen Kirchengemeinde St. Mauritz, zu der u. a. die katholische Mauritz-Grundschule, ein Kindergarten, das Kinderheim St. Mauritz und der Mauritz-Friedhof gehörten. Es bestehen heute der Alte Mauritz-Friedhof und der Neue Mauritz-Friedhof. Nach weitreichender Zerstörung des St.-Paulus-Doms im Jahre 1945 war St. Mauritz zeitweilig die einzige nutzbare alte Kirche in Münster.
Seit dem 30. Mai 2013 ist die St.-Mauritz-Kirche die Pfarrkirche der neuen/alten Kirchengemeinde Sankt Mauritz, die im Wege der Eingliederung der Pfarrgemeinden Herz Jesu und St. Elisabeth, Hl. Edith Stein und St. Benedikt (St. Konrad und St Margareta) in die Pfarrei St. Mauritz entstanden ist.

## Gebäude

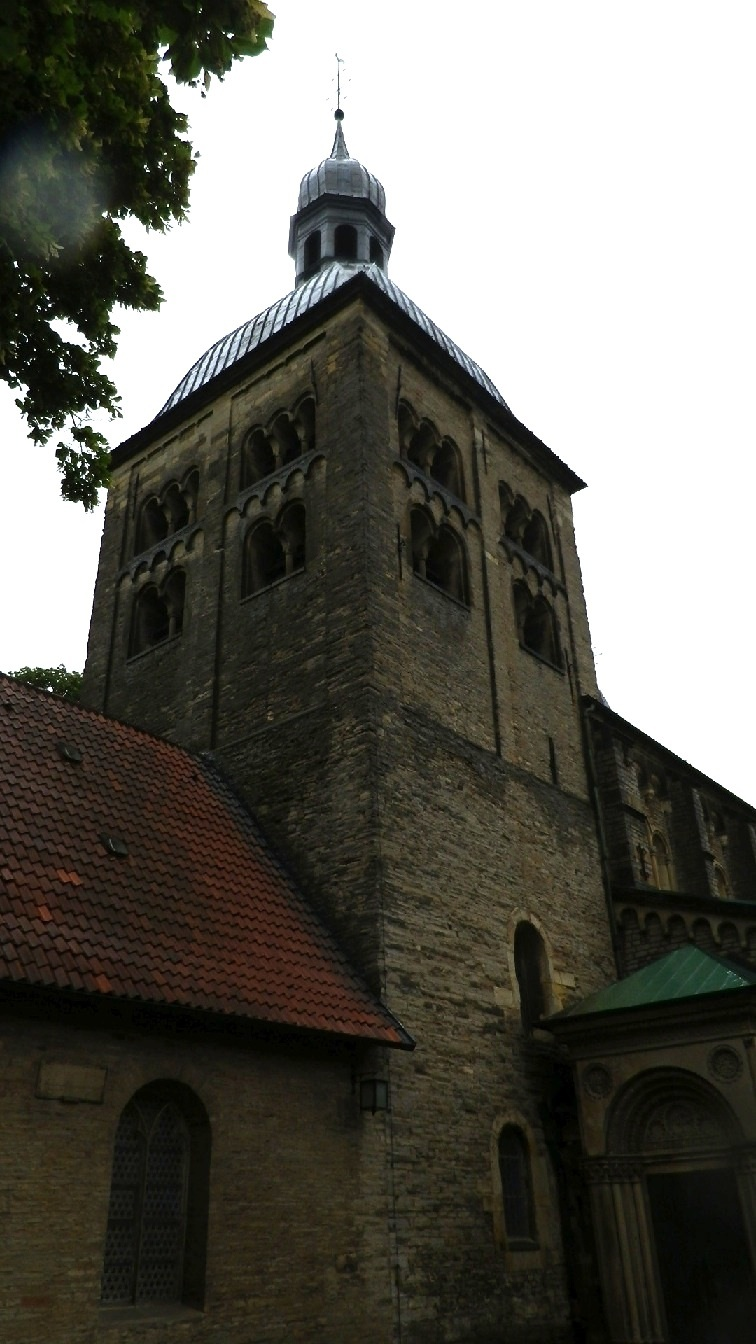
Blick auf den Turm

Die Kirche hat ein dreischiffiges neuromanisches Langhaus basilikalen Querschnitts. An das Langhaus schließt östlich der gotische Chor an, der durch zwei romanische Türme (Osttürme) flankiert wird. Dem Langhaus vorgelagert erhebt sich der mächtige Glockenturm (Westturm). Seitlich davon, jeweils an der westlichen Frontseite der Seitenschiffe, befinden sich Eingänge zur Kirche. Unterhalb des Turmes führt ein Durchgang vom Langhaus in die Erphokapelle, die dem Westturm vorgelagert ist.

### Romanischer Westturm
Der Westturm stammt aus dem 12. Jahrhundert. Er besteht aus mehreren übereinander liegenden (gewölbten) Räumen bzw. Ebenen. Der unterste Raum bildet den Durchgang vom Langhaus zur Erphokapelle. Vom Vorraum des südlichen Seiteneingangs führt eine Treppenanlage in die darüber liegenden Ebenen. Die Ebene über dem Durchgang zwischen Kirche und Erphokapelle ist zweigeteilt: Nach Osten hin befindet sich eine zur Kirche hin offene Kammer mit einem Tonnengewölbe, in der die Orgel untergebracht ist. Dieser (Orgel-)Kammer ist nach Westen hin ein Turmraum vorgelagert, in dessen Süd- und Nordwand sich jeweils ein romanisches Fenster befindet. Von diesem Raum aus wurden früher die Glocken geläutet. Die tönernen Überreste der Öffnungen/Führungen für die Glockenseile sind noch vorhanden. Darüber befinden sich drei weitere Ebenen, deren obersten beiden obersten jeweils mit Schallluken ausgestattet sind. Auf der obersten Ebene, direkt unter der Turmhaube, befindet sich die Glockenstube. Die darunter liegende Ebene ist durchgängig mit der untersten Ebene verbunden. Die Schallluken sind kleiner (zweiarkadig) als die der Glockenebene (dreiarkadig). Auf der untersten der drei Ebenen ist der Mechanismus der Turmuhr untergebracht.
Von ihrer äußeren Erscheinung ist die obere Hälfte des Turmes ähnlich den Osttürmen gestaltet, wobei jede Turmseite gewissermaßen als „doppelte“ Version der Osttürme erscheint: In mittlerer Turmhöhe befinden sich zunächst schlichte, schlitzartige Fensteröffnungen, darüber jeweils zwei nebeneinander liegende Doppel-Arkadenfenster, darüber jeweils zwei nebeneinander liegende Dreifach-Arkadenfenster.
Über dem steinernen Turmgemäuer erhebt sich eine mächtige, barock geschwungene Turmhaube, die 1709 aufgesetzt wurde. Die Haube mündet in einer schlanken Turmlaterne in Form eines achteckigen, nach allen Seiten offenen, pavillon-ähnlichen Raumes. Darüber befindet sich wiederum eine langgestreckte Turmhaube, die deutlich an die Form eines Zwiebelturmes erinnert.

### Romanische Osttürme

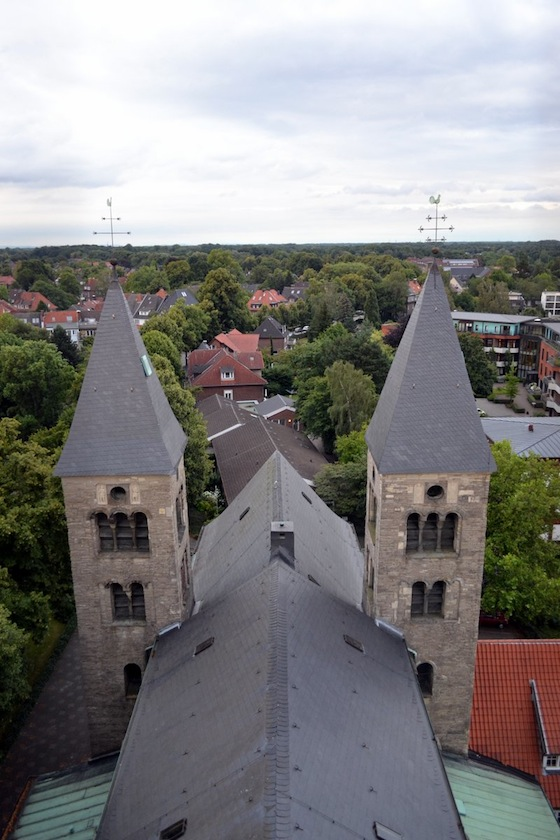
Chorflankentürme

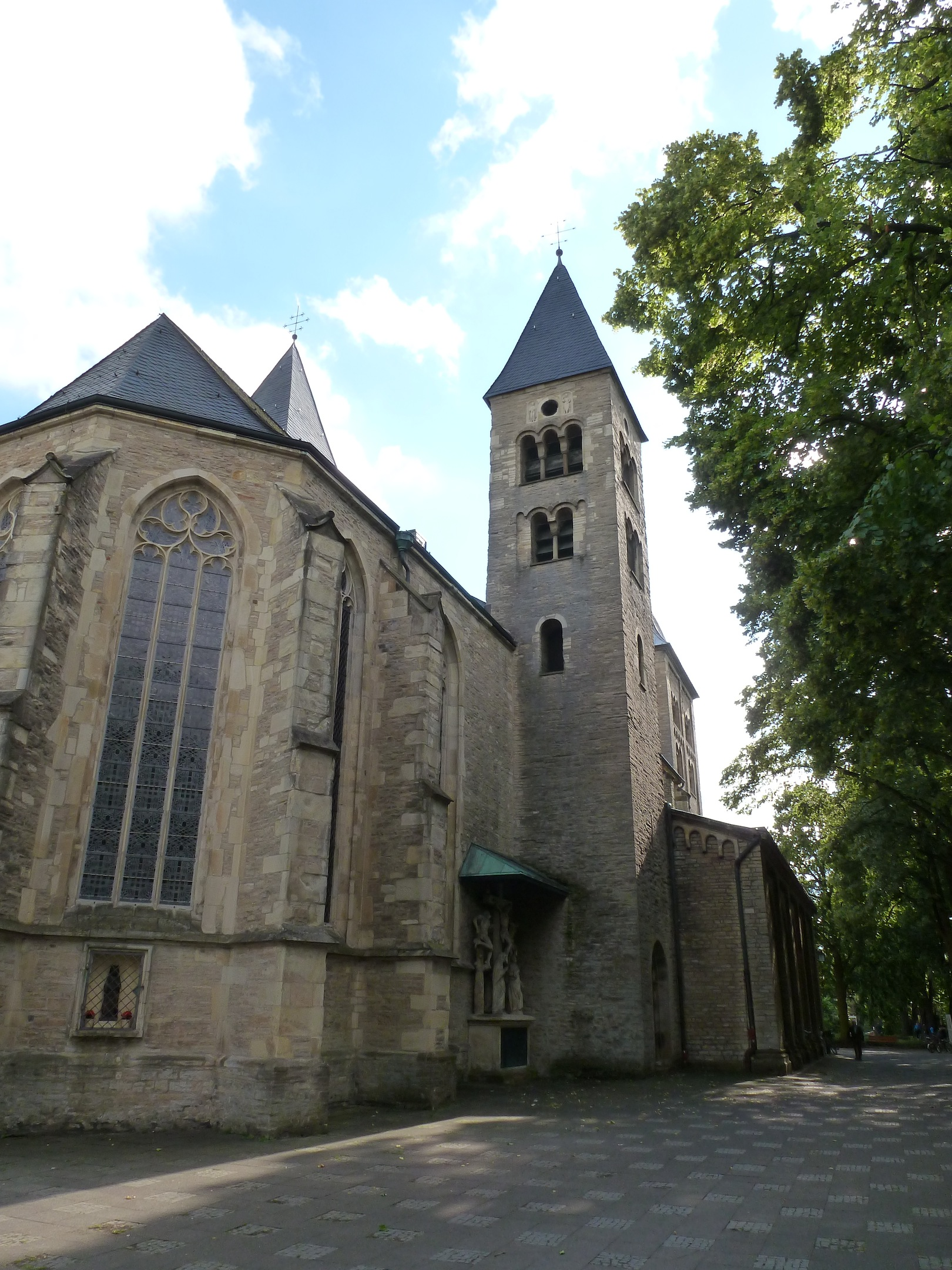
Nördlicher Ostturm

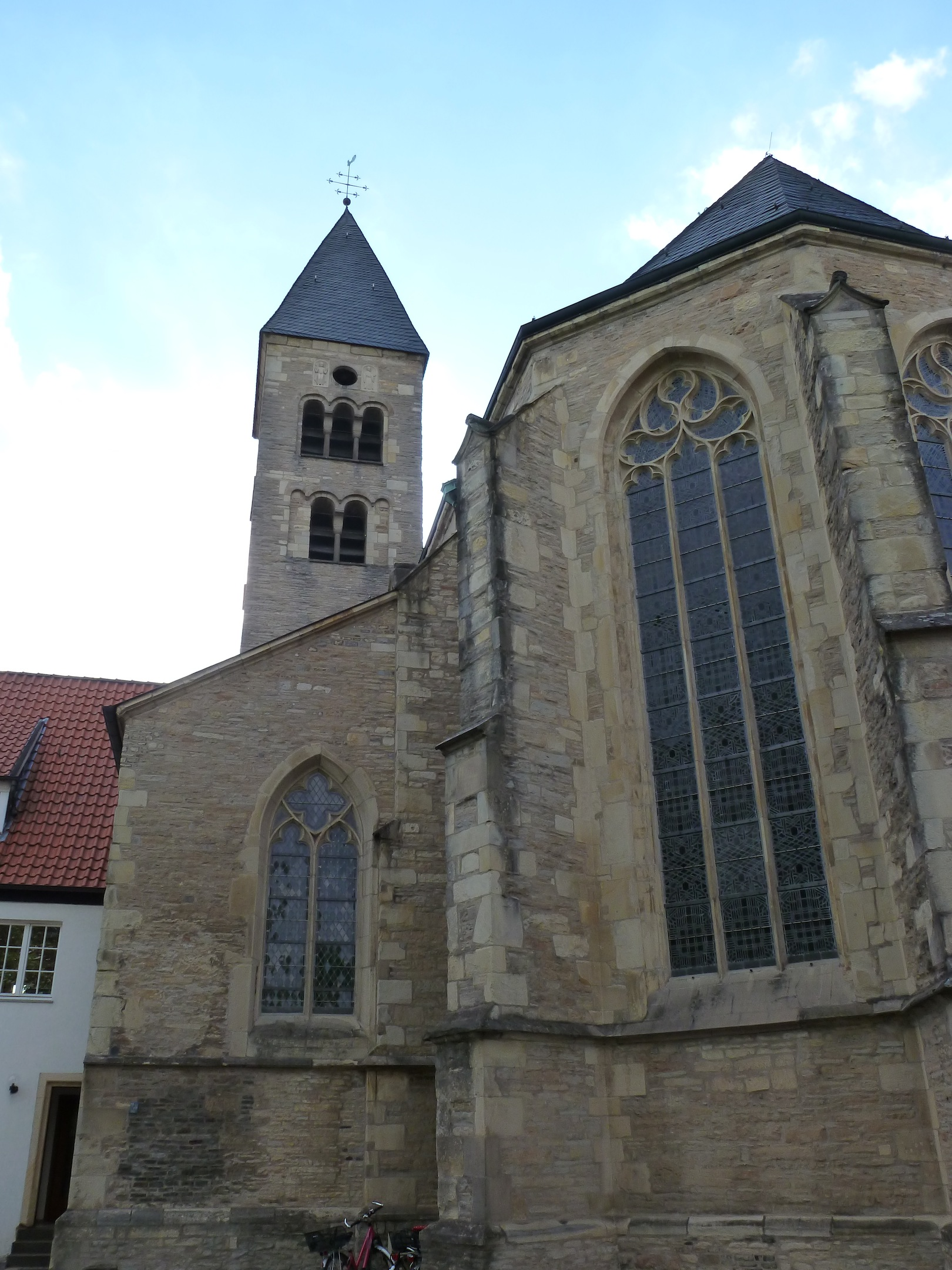
Südlicher Ostturm

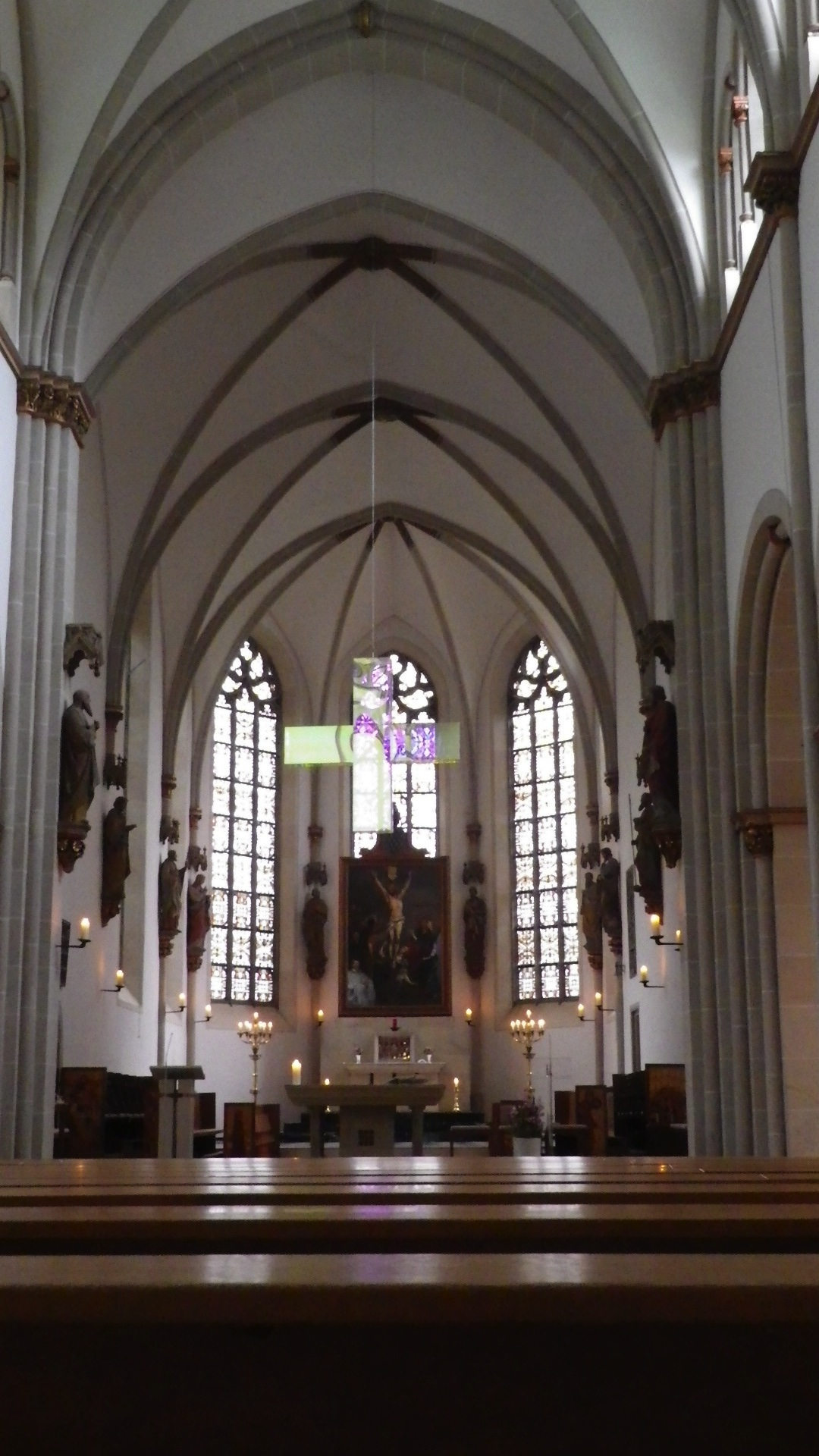
Blick in den Chorraum

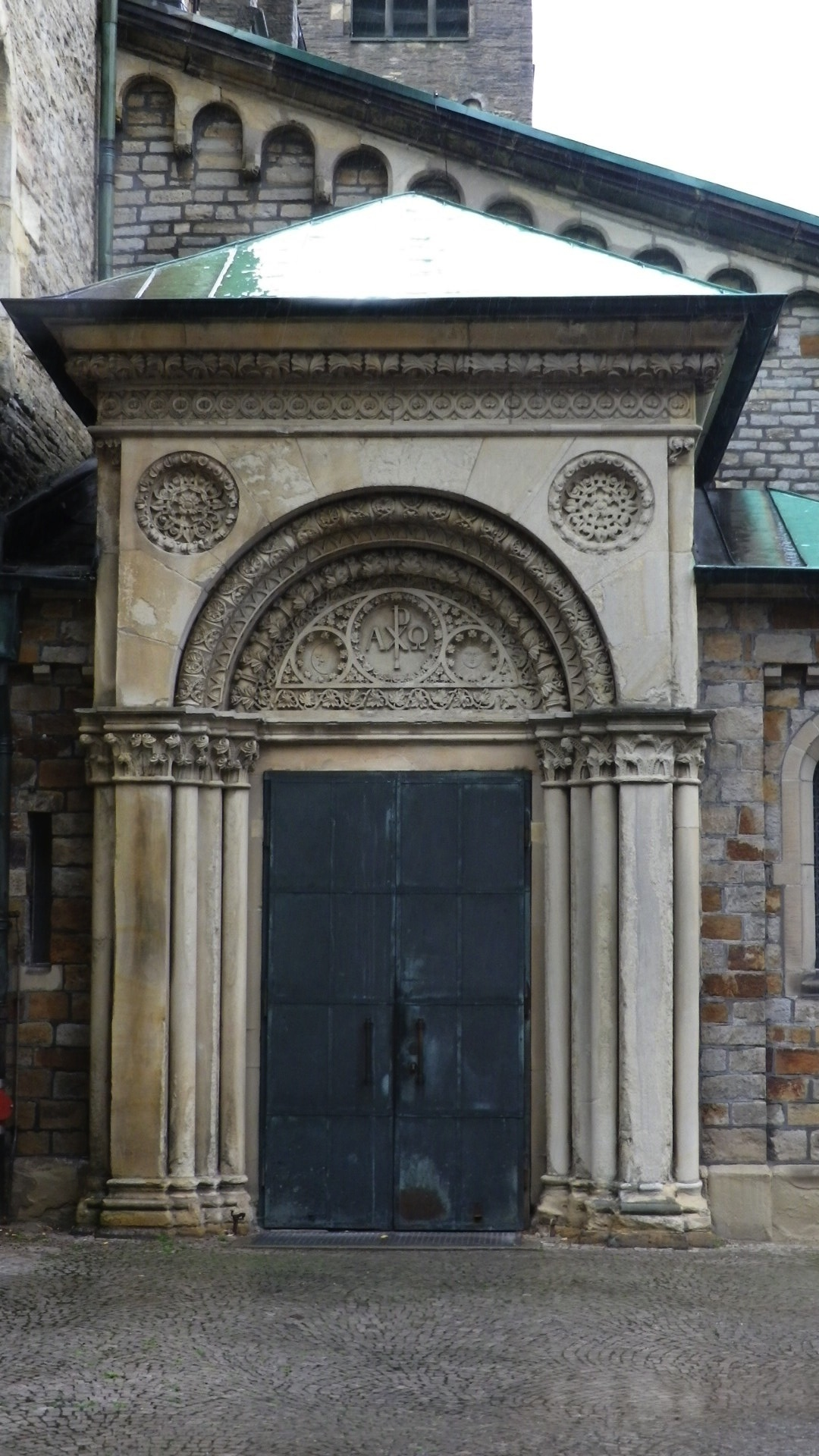
Südlicher Seiteneingang

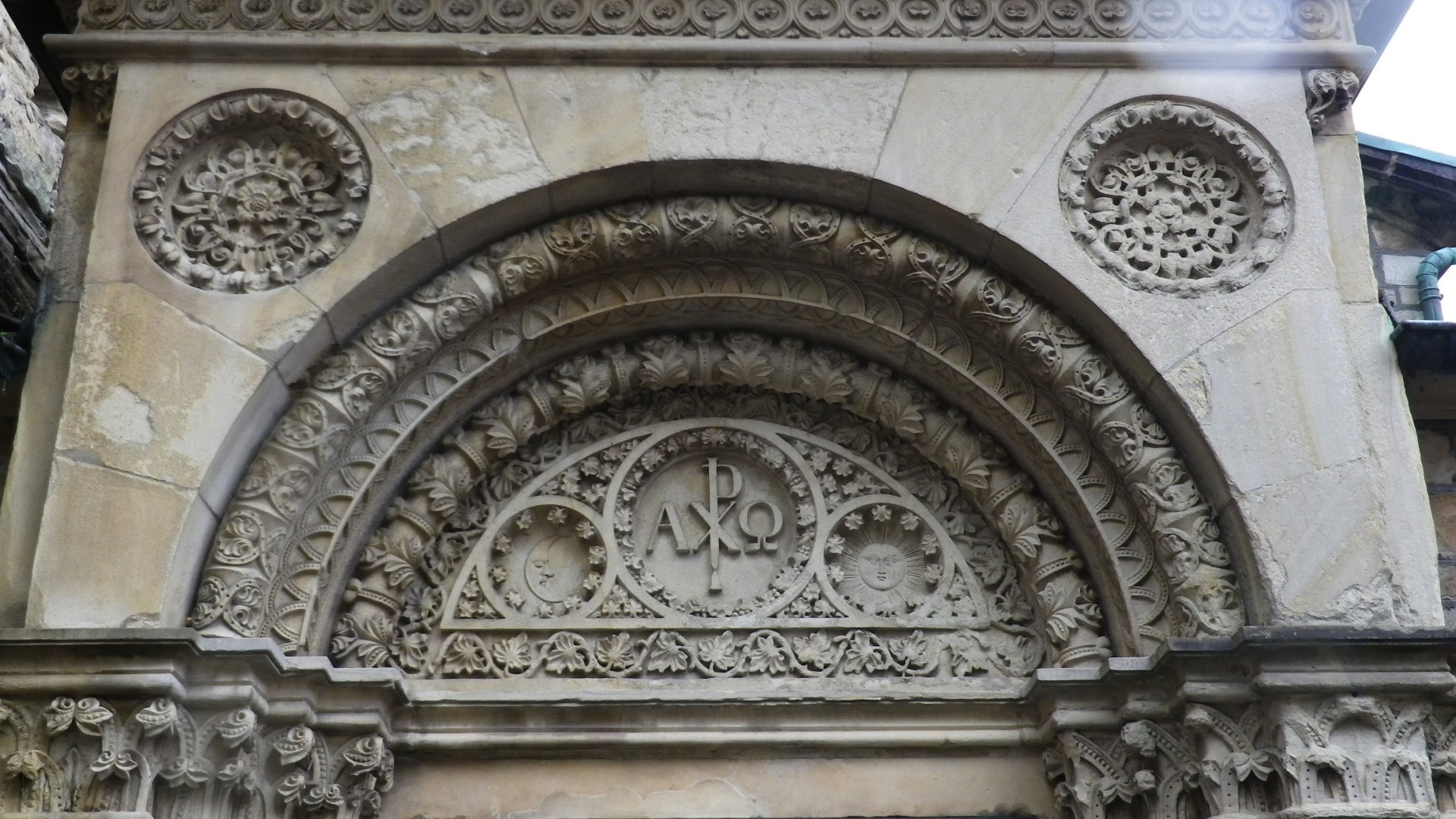
Detail, südlicher Seiteneingang

Vom Gründungsbau der Stiftskirche sind heute nur noch die beiden romanischen Osttürme und jeweils angrenzende Teile des Mauerwerks des Chorraumes erhalten. Dies konnte bei Grabungsarbeiten im Jahr 1970 festgestellt werden.
Die mehr oder minder identischen Osttürme sind schlank gebaut. Etwa auf halber Höhe beginnt die Aufgliederung der Türme in Geschosse, in deren Wände allseitig Fenster eingelassen sind. Im untersten Geschoss befinden sich schlichte Rundbogenfenster, im mittleren Geschoss Doppel-Arkadenfenster, im oberen Geschoss Dreier-Arkadenfenster, und über diesen jeweils ein kleines Rundfenster, das durch Relief-Figuren flankiert wird. Die Turmhelme sind jeweils als schlichte Spitztürme ausgeführt, die mit Schiefer gedeckt sind, und deren Höhe ca. das Doppelte der jeweiligen Seitenflächenbreite ergibt. Der nördliche Ostturm enthält im Erdgeschoss einen Durchgang von außen zum Chorraum der Kirche. Der südliche Ostturm ist in das Bauensemble von angrenzender Sakristei und einem Gebäuderiegel integriert. Der Zugang zu den einzelnen Geschossen ist nur über die Gewölbe der Kirchenschiffe möglich.
Kunsthistorisch bedeutend sind die Nischenreliefs der Osttürme von St. Mauritz, die direkt unterhalb der Turmhelme, die Rundfenster flankierend angebracht sind. Sie gehören zu den sehr wenigen erhaltenen Reliefs am Außenbau einer Kirche im 11. Jahrhundert. Vermutlich entstanden sie um 1090. Dargestellt sind zum Beispiel fünf männliche, kriegerische Figuren und eine weibliche Heilige. Als Vergleichswerke sind die ebenfalls im 11. Jahrhundert entstandenen Nischenreliefs der Westfassade von St. Pantaleon in Köln zu nennen. Drei dieser insgesamt 10 Nischenreliefs befinden sich heute im Landesmuseum in Münster.

### Gotischer Chor
Der Chor war ursprünglich romanisch. Er wurde 1476 durch einen gotischen Chor ersetzt und erweitert.
Während der ursprüngliche romanische Chor eine quadratische Grundfläche mit halbrunder Apsis hatte, ist der Neubau rechteckig angelegt und hat zwei Joche. Der anschließende Chorabschluss ist fünfflächig. Zwei dieser Flächen (mit Fenstern) bilden eine Verlängerung des Chores. Im gesamten Chorraum sind schwarze und weiße Marmorfliesen verlegt.
An der Nordseite des Chores befindet sich – außerhalb der Kirche – eine monumentale Kreuzigungsdarstellung aus Sandstein, die ursprünglich wohl im Kreuzgang stand. Die Kreuzigungsgruppe wurde um 1630 von Gerhard Gröninger aus Münster geschaffen. Links daneben befindet sich eine spätgotische Nische mit Muttergottes. In der Nische befindet sich heute eine Kopie. Das um 1500 entstandene Original wird im Pfarrhaus aufbewahrt.

### Gotische Sakristei
An der Südseite des Chores befindet sich die Sakristei. Dieser Anbau besteht teilweise noch aus Resten des alten (romanischen) Mauerwerks. Der südliche Ostturm geht in den Anbau über. Der Raum war ursprünglich wohl ein Kapellenraum.

### Neuromanisches Langhaus
Das ursprüngliche romanische Langhaus war einschiffig. Es musste 1857 wegen Einsturzgefahr abgebrochen werden und wurde durch ein dreischiffiges neuromanisches Langhaus basilikalen Querschnitts ersetzt, das in den Jahren 1859–1861 nach Plänen des münsterschen Diözesanbaumeisters Emil von Manger errichtet wurde.
Das neue Langhaus wurde reich ausgemalt. Erhalten sind heute noch die Wandbilder auf den Flächen oberhalb der Arkadenbögen im Mittelschiff mit szenischen Darstellungen der acht Seligkeiten. Sie verbergen sich unter einer Schutzwand, die, wie sämtliche Wandflächen der Kirche, schlicht weiß gestrichen wurden. Einen Eindruck über die ursprüngliche Ausmalung vermitteln einige Freilegungsfenster im Putz der Erphokapelle.

### Neuromanische Seitenschiffe
Die beiden Seitenschiffe sind jeweils mit romanischen Fenstern ausgestattet, und durch jeweils vier Rundbögen zur Kirche hin offen. Die ursprünglich vorhandenen zahlreichen Seitenaltäre sind entfernt worden. Im Gegensatz zur Ostwand des nördlichen Seitenschiffs, einer schlichten weißen Wand, an der die Achtermann-Madonna angebracht ist, ist die Ostwand des südlichen Seitenschiffs eine rundbogenartig gestaltete Bruchsteinwand mit einem romanischen Nischenausschnitt. Sichtbar geblieben sind so Teile des historischen Mauerwerks des südlichen Ostturms.

### Seitenportale
An den westlichen Frontseiten der Seitenschiffe befinden sich die Eingänge der Kirche. Die doppel-türigen Frontportale sind im Wesentlichen gleich gestaltet.
Das nördliche Portal ist in die Westwand des nördlichen Seitenschiffs eingelassen. Demgegenüber ist dem südlichen Seitenschiff noch eine kleine Vorhalle angegliedert, in deren Westwand das Seitenportal eingelassen ist. Diese Vorhalle hat zudem einen weiteren, nach Süden hin gelegenen Eingang. Von der Vorhalle aus gelangt man in das Treppenhaus zu den Geschossen des Westturmes. In der Vorhalle selbst befindet sich eine Figur des Hl. Josef, die 1866 von einem Künstler namens Stracke geschaffen wurde. Sie ist in ihrer Gestaltung ähnlich der Achtermann-Madonna an der Ostwand des nördlichen Seitenschiffs. Außerdem ist in dem Vorraum ein Sandstein-Epitaph aufgehängt.

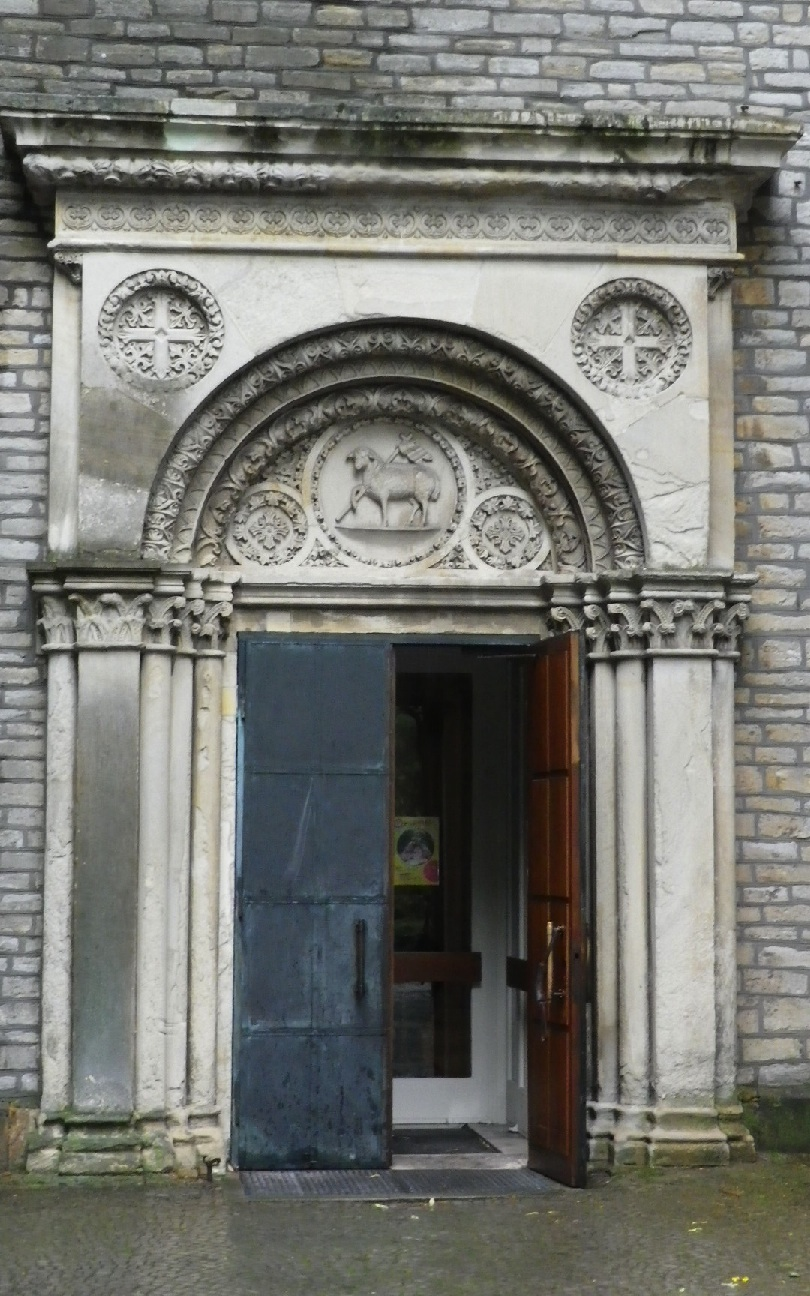
Nördlicher Seiteneingang
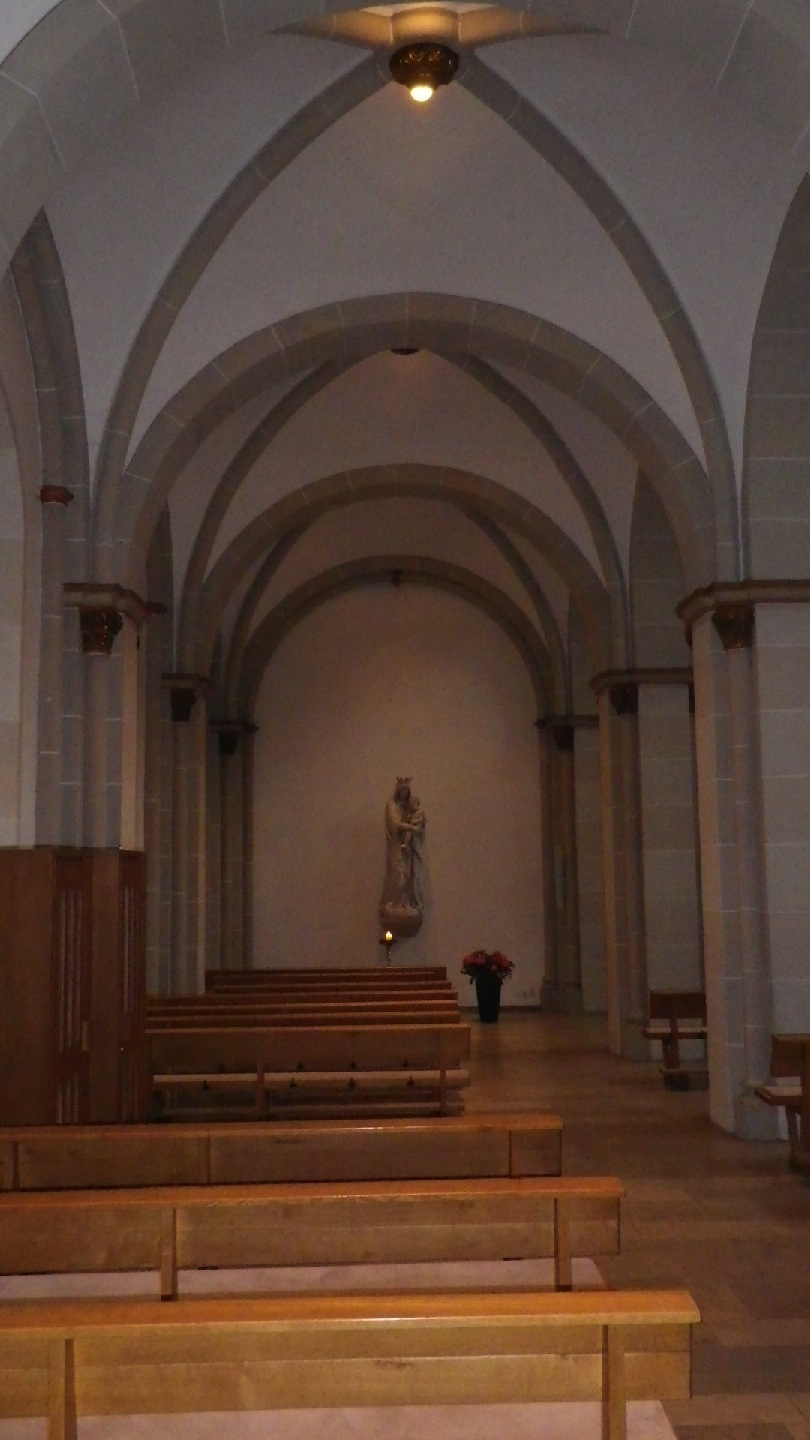
Nördliches Seitenschiff, Blick auf die Achtermann-Madonna
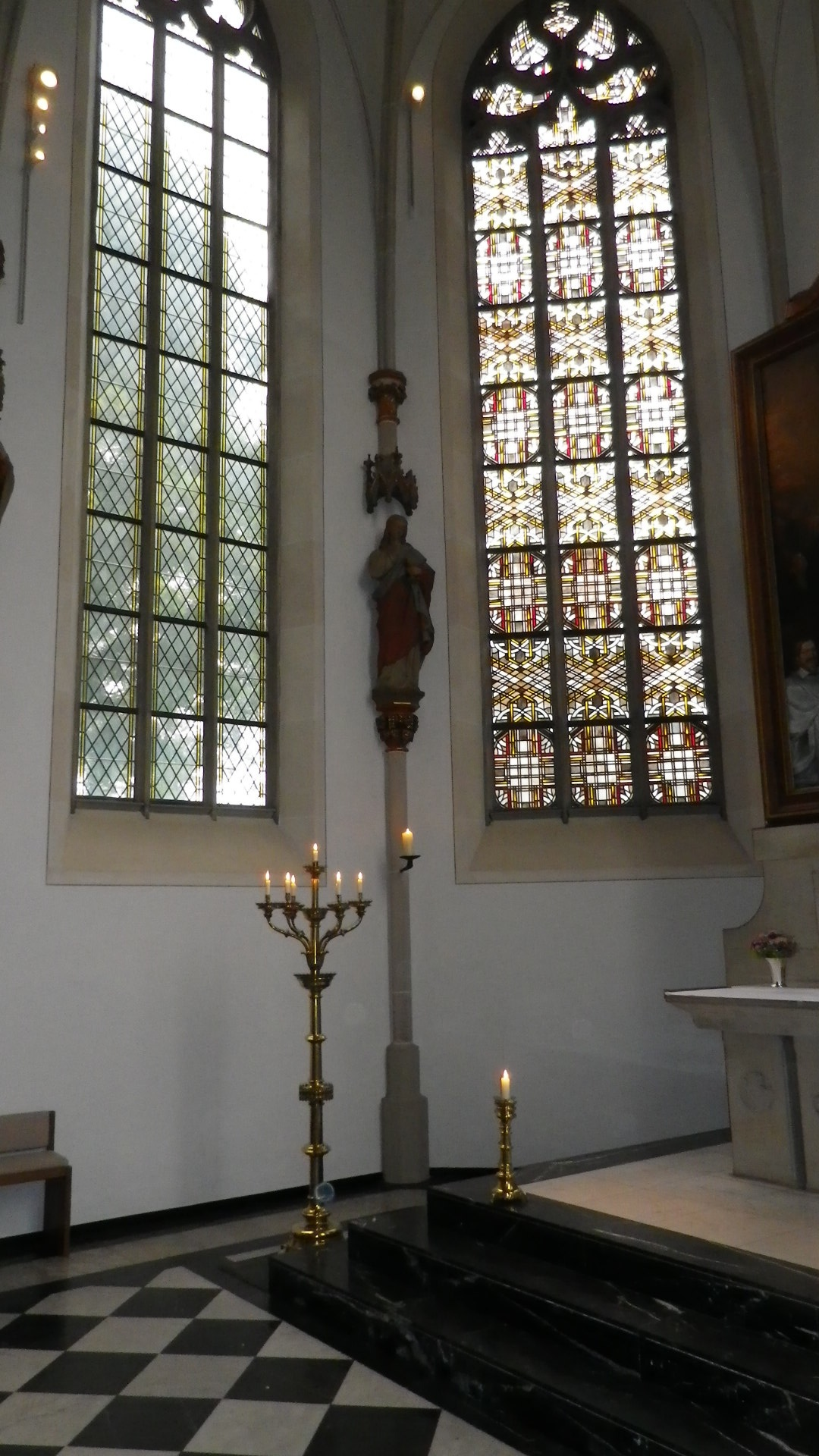
Detail: Chorraum, Apostelleuchter

## Erphokapelle

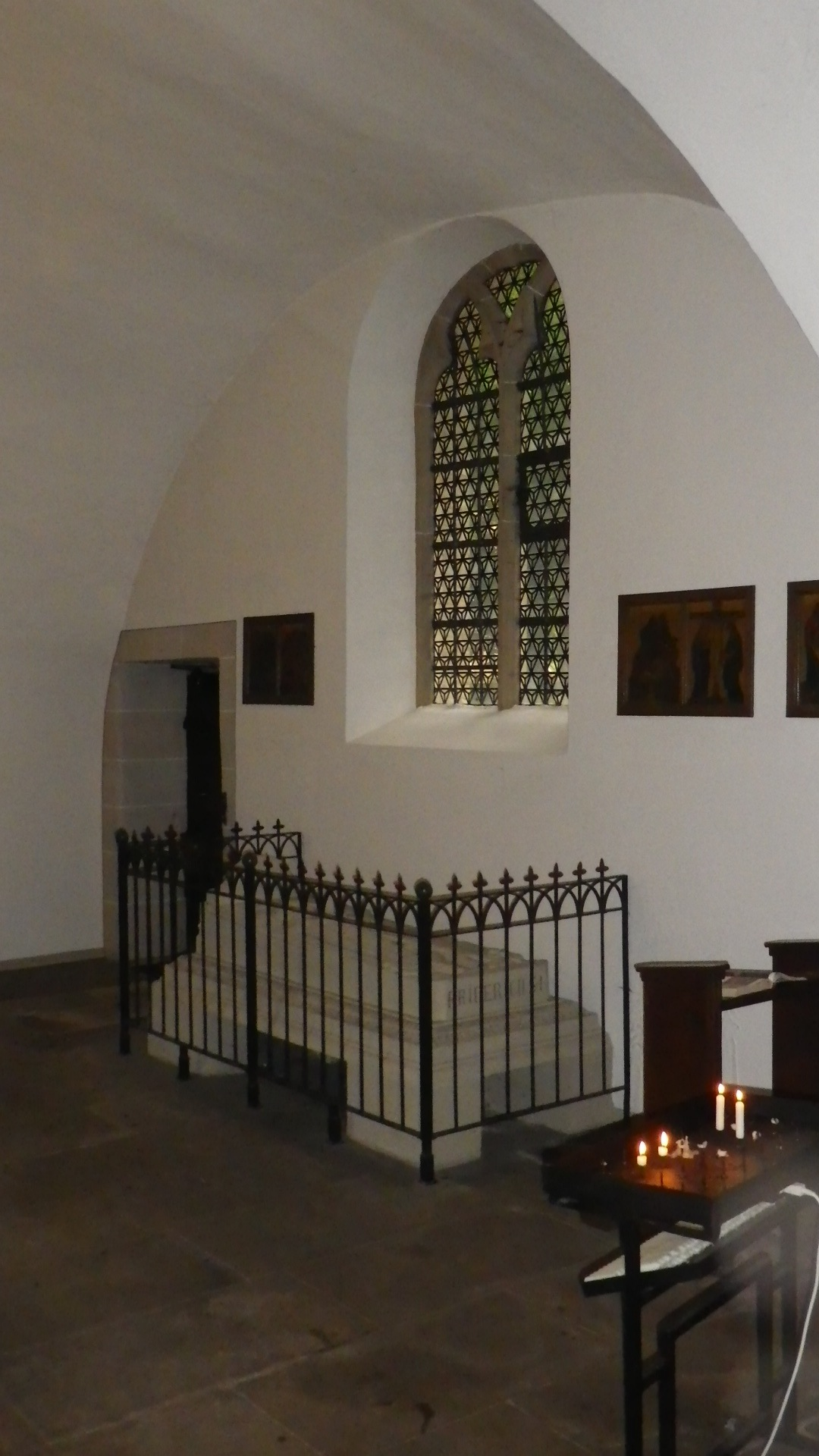
Tumba von Bischof Friedrich I.

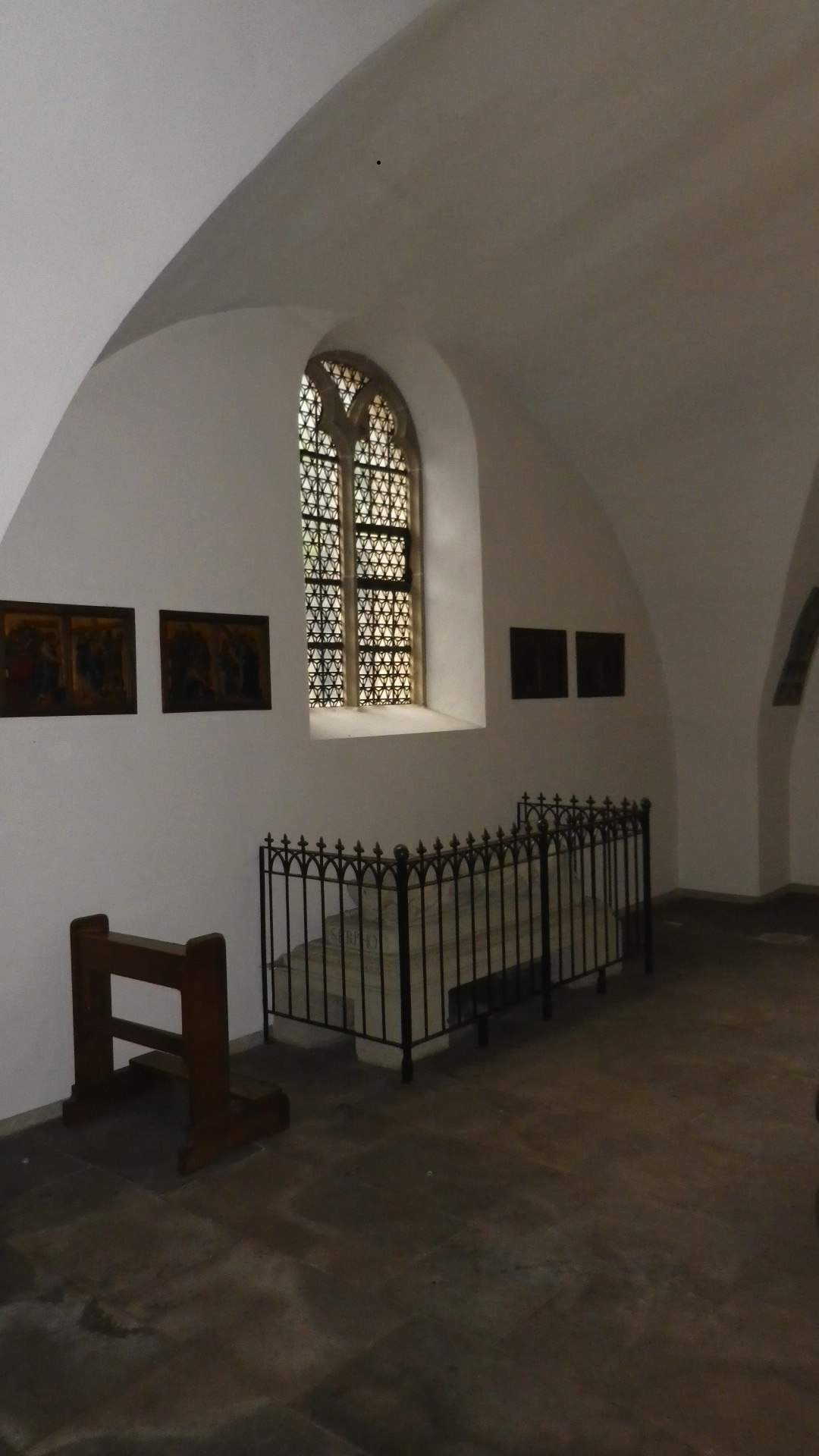
Tumba von Bischof Erpho

Von besonderer Bedeutung ist die Erphokapelle. Es handelt sich dabei um einen rechteckigen Kapellenraum mit einem flachen Gewölbe, der westlich an den Westturm angebaut ist.
Im Inneren schließt die Kapelle offen an den auch zur Kirche hin offenen Turmraum des Westturmes an. Die Kapelle lässt sich auch von außen betreten, durch eine flache Tür von der Nordseite aus, über der sich ein Relief des Hl. Mauritz befindet. Erphokapelle und Turmraum bilden außerhalb der Gottesdienstzeiten einen kleinen Andachtsraum, der nach Osten hin durch zwei große, schmiedeeiserne Gittertüren im Durchgang zwischen Turmraum und Kirche abgeschlossen ist.
In der Erphokapelle selbst befinden sich mehrere Epitaphe, u. a. das Epitaph des Dechanten Johann Belholt († 1489). Es ist ein frühes Werk des Bildhauers Evert van Roden aus Münster.
Ferner befinden sich an der Nord- und Südwand die Grabmäler (Tumben) der Bischöfe Friedrich I. und Erpho. Das Grabmal von Friedrich I. wurde 1576 von dem Bildhauer Johann Reining aus Münster geschaffen. Es wurde zunächst vor der Chorschranke aufgestellt, später dann an einer Seitenwand, und nach dem Bau des dreischiffigen Langhauses in die Erphokapelle gebracht. Friedrich I. ist mit Mitra, Chormantel und darunter einer Panzerrüstung bekleidet. Seine Unterschenkel sind gekreuzt. Seine Arme sind über der Brust zusammengeführt, seine Handflächen liegen aneinander und ragen aus der Figur heraus. Quer über seinen Körper liegt ein Bischofsstab. Zu seinen Füßen ist ein Hund dargestellt, der beidseitig von Engelsputten flankiert wird. Die Figur des Bischofs ruht auf einem (steinernen) Vorhang, sein Kopf auf einer stilisierten Jakobsmuschel. Von oben gesehen gleicht die Gestaltung einem Portal mit einem Rundbogen, der durch die stilisierte Jakobsmuschel ausgefüllt wird.
Das Grabmal des Bischofs Erpho wurde 1620 geschaffen.

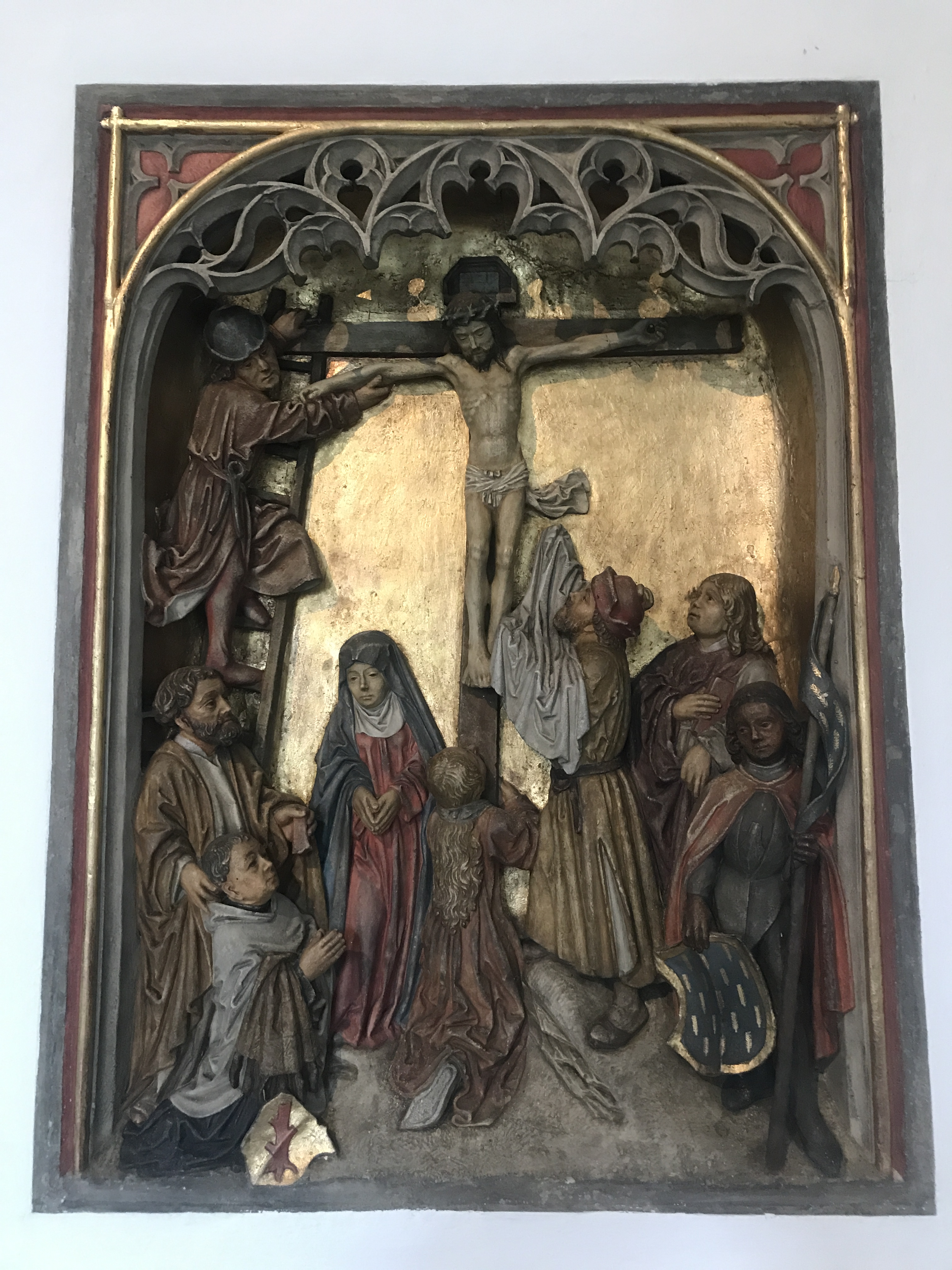
Epitaph des Dechanten Johann Belholt († 1489)
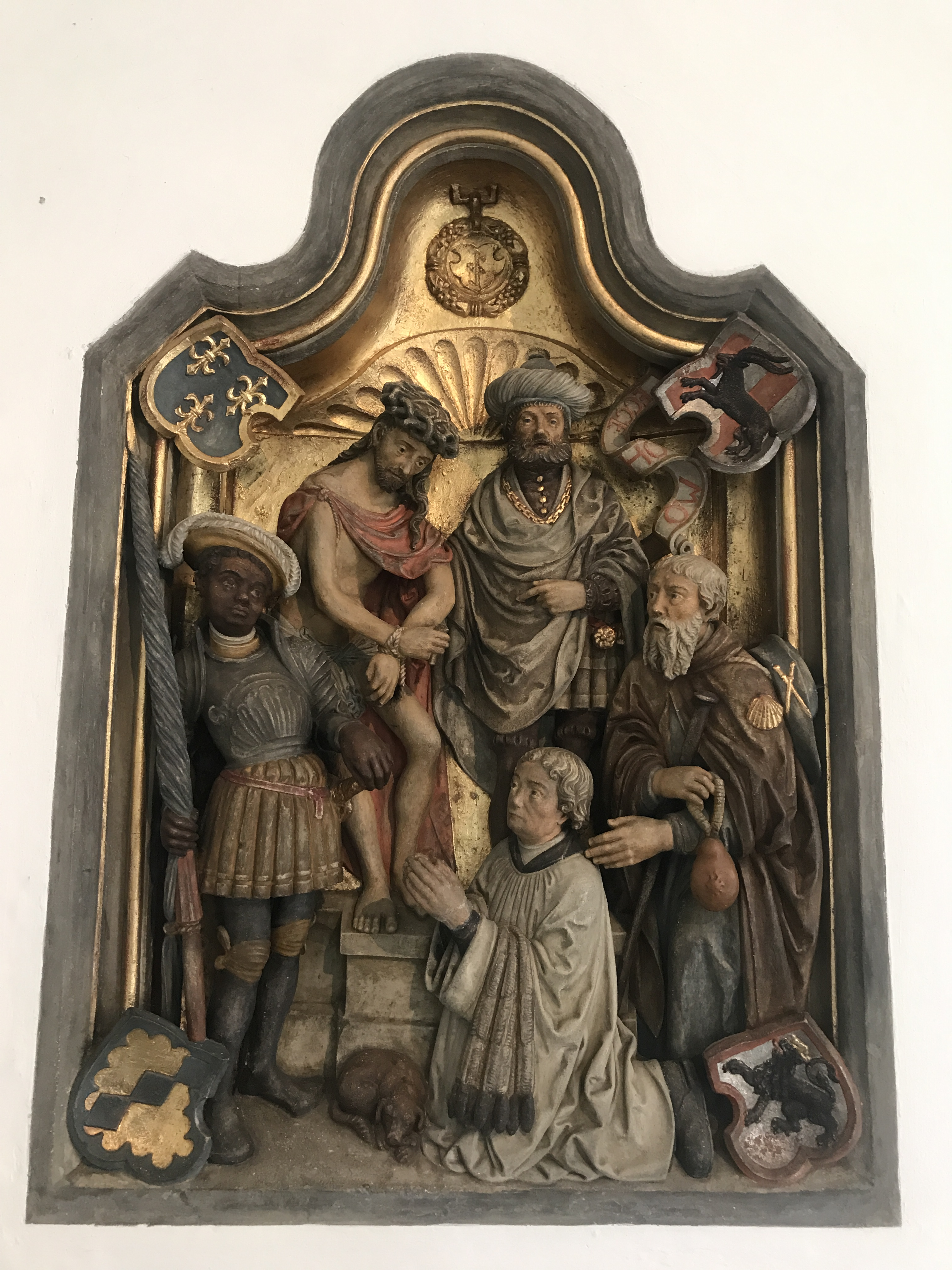
Epitaph für Berthold Bischopinck († 1534)
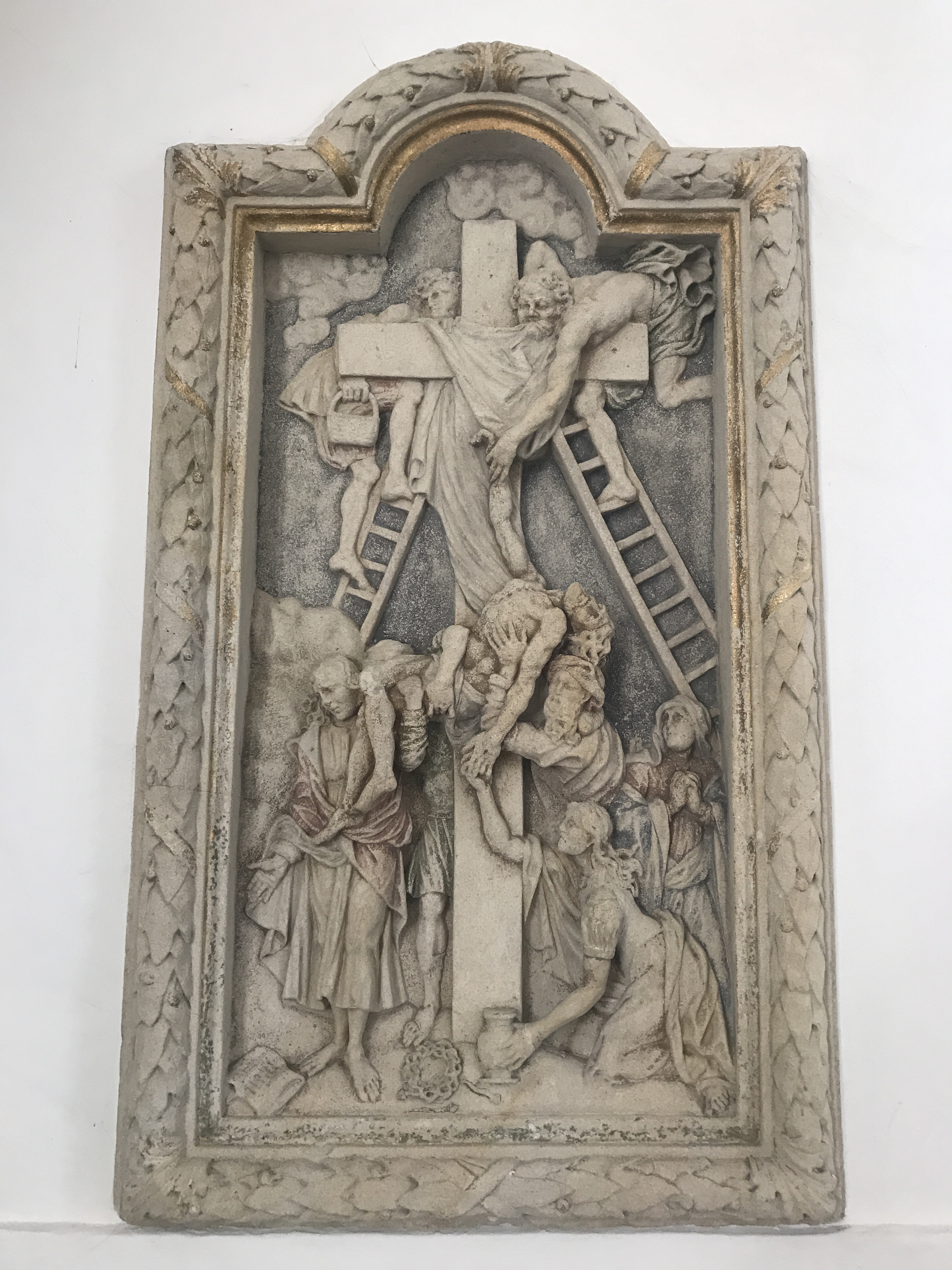
Kreuzabnahme, Relief, 1. H. 17. Jh.
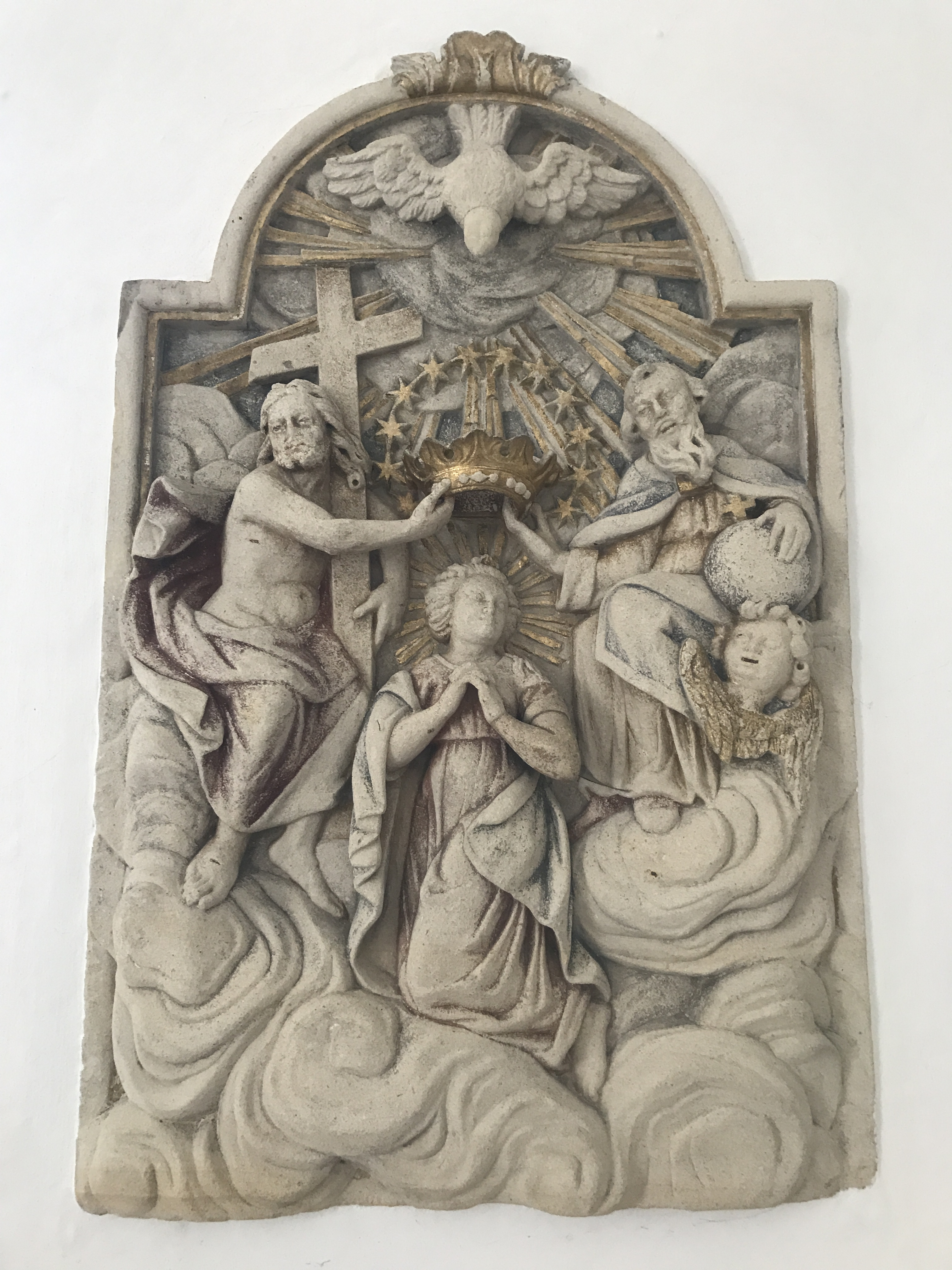
Marienkrönung, Relief, Mitte 18. Jh.

## Ausstattung

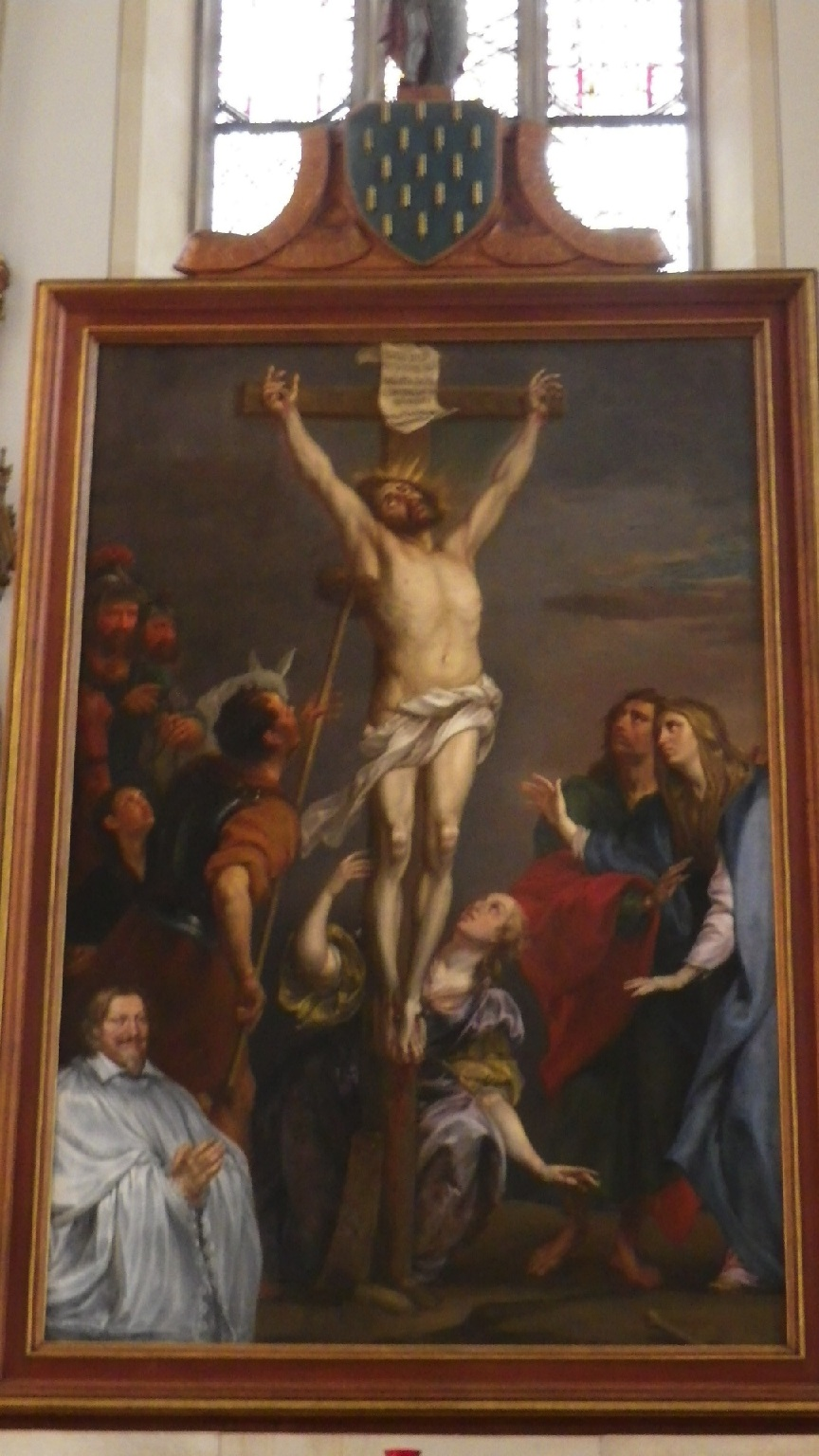
Hochaltargemälde

### Hochaltargemälde
In der Kirche befand sich einst ein barocker Hochaltar aus dem jahre 1664. Erhalten ist davon nur das Altarbild Christus am Kreuz. Es wurde im 17. Jahrhundert von Johann Bockhorst aus Münster, einem engen Mitarbeiter von Peter Paul Rubens, geschaffen. Lange wurde das Gemälde aber Anthonis van Dyck zugeschrieben. In diesem Bild ist links der Stifter (Propst Arnold von Vittinghoff, gen. Schell) dargestellt. Im Zuge der Sanierung der Kirche 2009 wurde das Gemälde restauriert und erstrahlt im alten Glanz.

### Kreuzigungsbild
An der Südwand des Chores befindet sich eine Kreuzigungsdarstellung aus dem Jahr 1547. Dieses Gemälde wurde von Hermann tom Ring geschaffen. Links und rechts, am Fuße des Kreuzes, stehen Maria und Johannes, jeweils seitlich davon ist links Petrus und rechts Mauritius dargestellt. Im Vordergrund des Bildes sind die Brüder Peter (links) und Heinrich (rechts) Bischopink kniend dargestellt.

### Achtermann-Madonna
An der Stirnseite des nördlichen Seitenschiffes befindet sich eine Madonna mit Kind im Nazarener-Stil. Die Figur wurde 1861 von Wilhelm Achtermann geschaffen und war ab 1862 Teil eines Seitenaltares an gleicher Stelle. Der Altar selbst ist nicht mehr vorhanden. Die Darstellung des Jesuskindes ist ungewöhnlich: Es ist verhältnismäßig groß gestaltet und blickt ernst auf ein Kreuz, das es in der Hand hält. Auch der Blick Mariens ist auf das Kreuz gerichtet. Sie selbst tritt auf den Kopf einer Schlange, die sich um einen Apfel (Paradiesapfel) windet.
Das Gegenstück zur Madonna mit Kind bildet eine Figur des Hl. Josef, die im Jahr 1866 von dem Bildhauer Theodor Stracke für den Seitenaltar im südlichen Seitenschiff geschaffen wurde. Auch dieser Altar ist nicht mehr vorhanden. Dort befindet sich heute eine steinerne Nische, vor der ein neoromanisches Taufbecken von 1873, entworfen von Hilger Hertel dem Älteren, aufgestellt ist. Die Figur des Hl. Josef befindet sich jetzt in dem westlichen Vorbau des südlichen Seitenschiffs.

### Epitaphe
An den Wänden innerhalb (und auch außerhalb) der Kirche sind etliche Epitaphe angebracht, die überwiegend aus dem abgetragenen Kreuzgang stammen.

### Fenster
Die historischen Fenster, insbesondere die Fenster des Chorabschlusses mit figürlichen Darstellungen, sind nicht mehr vorhanden. Im Chorabschluss gibt es drei modernere Buntglasfenster. Die drei weiteren Fenster im Chorraum sowie die Obergadenfenster im Mittelschiff sind mit schlichtem, handgezogenem Goetheglas ausgestattet.

### Lichtkreuz

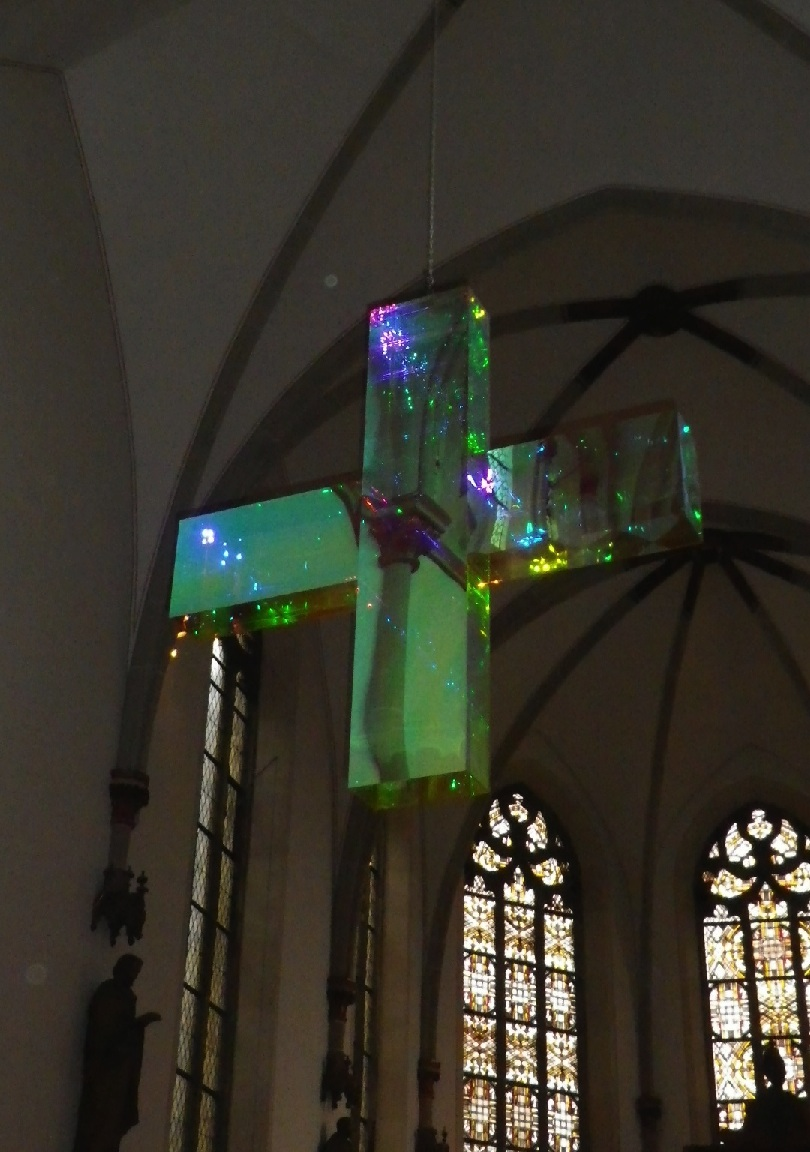
Lichtkreuz

Bemerkenswert ist das von dem Künstler Ludger Hinse aus Bochum gestaltete moderne Lichtkreuz über dem Altar. Es war eines der Objekte des Ausstellungsprojektes „Das Kreuz mit dem Kreuz“, das 2007 bis 2009 in verschiedenen Kirchen in Nordrhein-Westfalen gezeigt wurde, u. a. auch in der Sankt-Mauritz-Kirche.
Das Lichtkreuz ist aus Plexiglas gefertigt. Es misst circa 2 m in Breite und Höhe und hängt frei beweglich im Kirchenraum. Durch den Luftstrom ist es immer in sanfter Bewegung. Durch eine spezielle Verarbeitung des Plexiglases spiegelt das an sich transparente Kreuz jedes Licht (Tageslicht, Kirchenbeleuchtung, Kerzenschein) im Kirchenraum wider und macht einzelne Farbtöne des Lichts (Lichtspektrums) „sichtbar“: Für den Betrachter erscheint die an sich durchsichtige Oberfläche „gefärbt“. Die jeweilige Farbe hängt von der Position der Lichtquelle, dem Einfallswinkel des Lichts und der Position des Betrachters ab. Die Farberscheinung verändert sich dann immer wieder durch eine Bewegung des Kreuzes oder den Standortwechsel des Betrachters und strahlt auch in den Kirchenraum aus.

### Weiteres
Die neugotischen Apostelfiguren an Wänden und Pfeilervorlagen im Chor stammen von um 1870 von Heinrich Fleige.

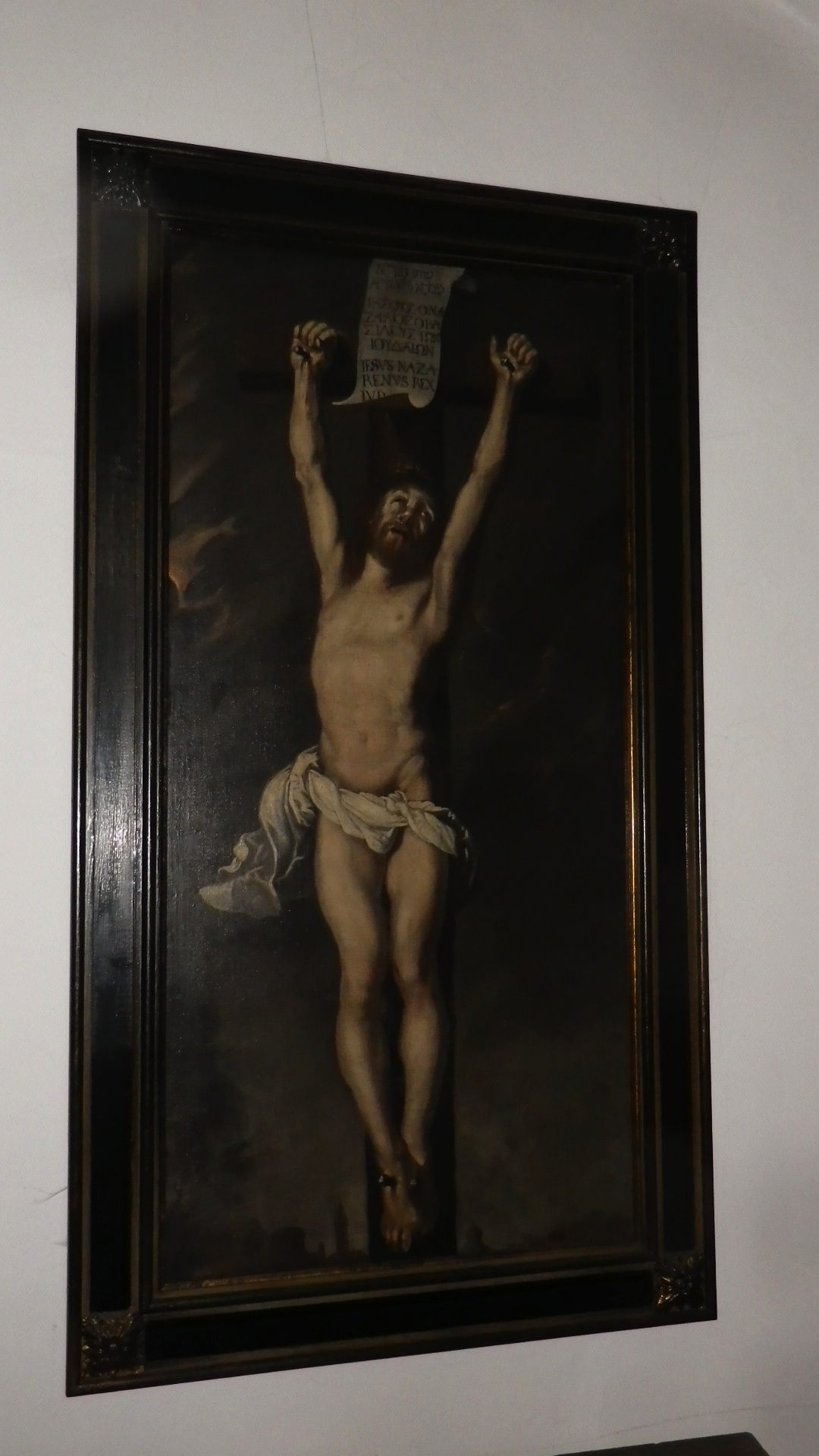
Darstellung des gekreuzigten Christus
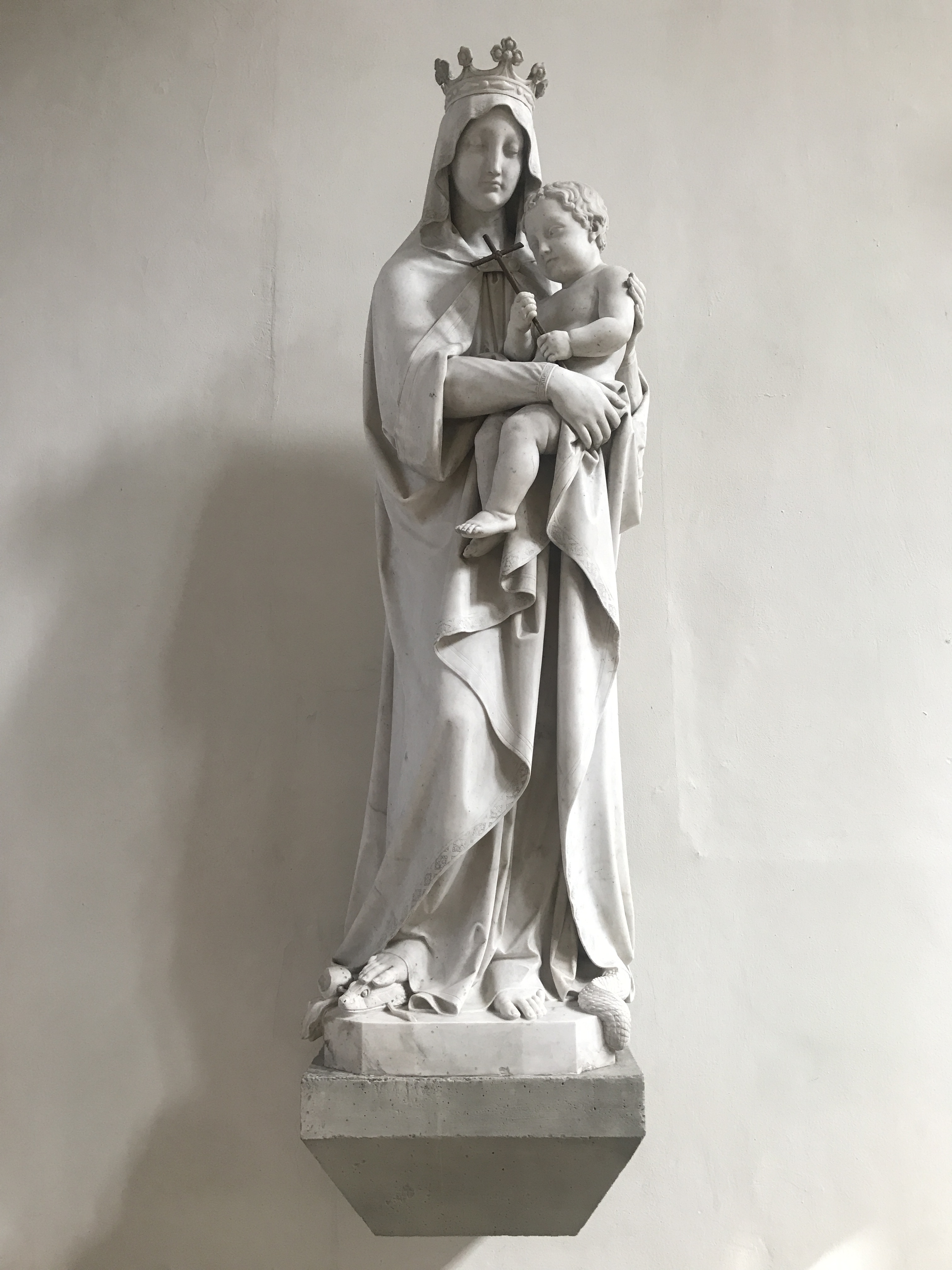
Achtermann-Madonna
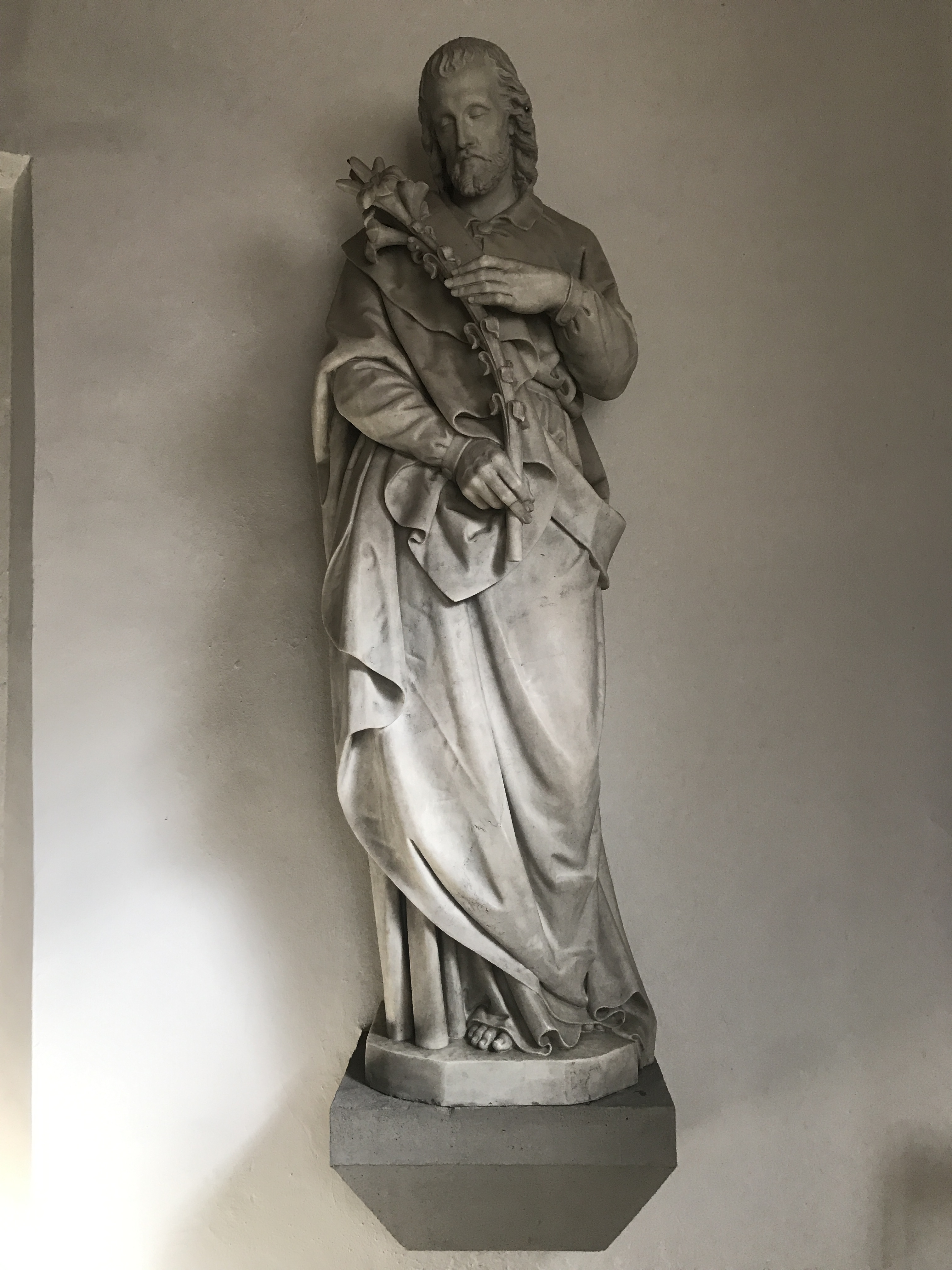
Statue des hl. Joseph von Theodor Stracke
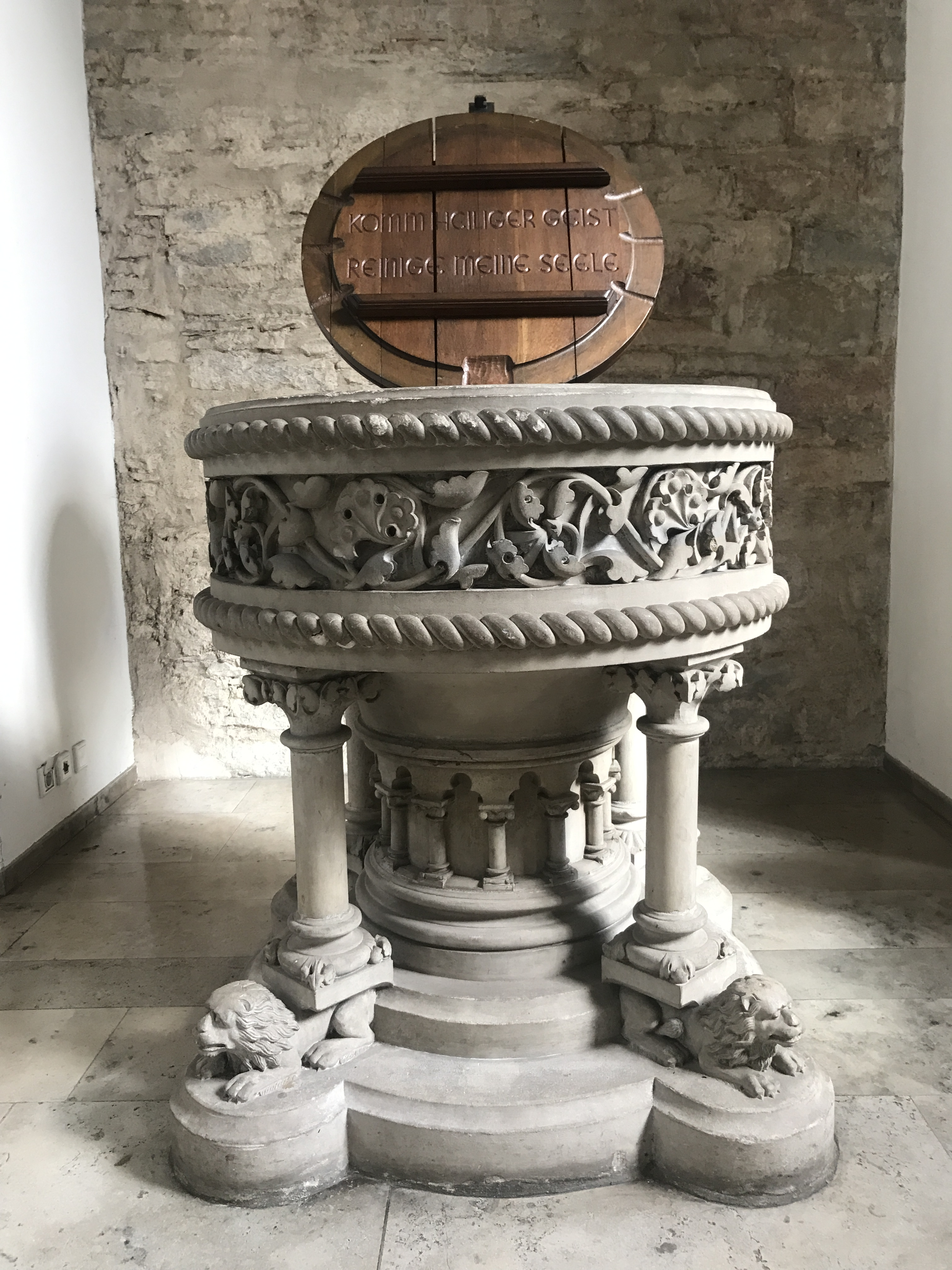
Taufbecken
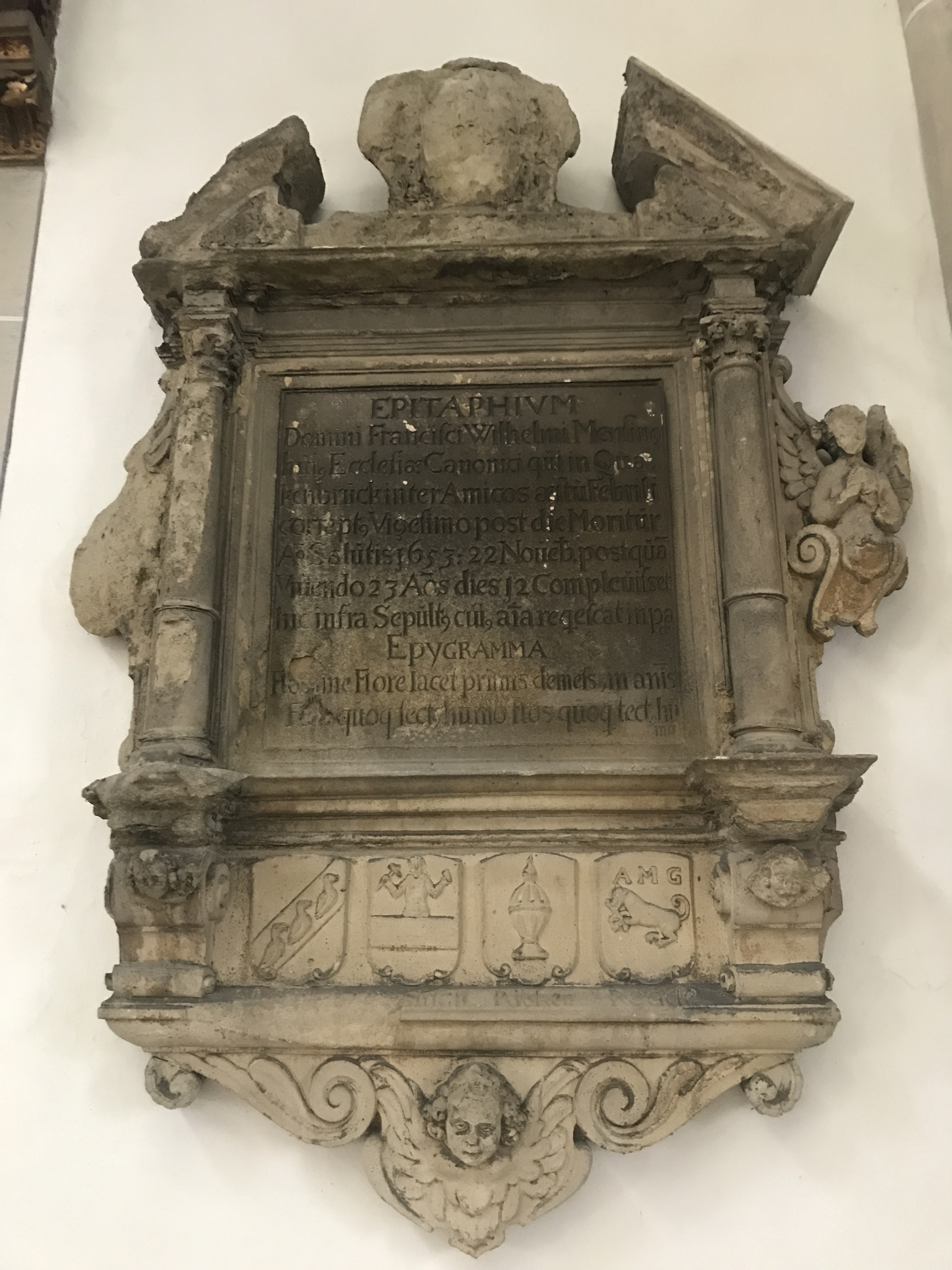
Epitaph für Wilhelm Mensing († 1653)
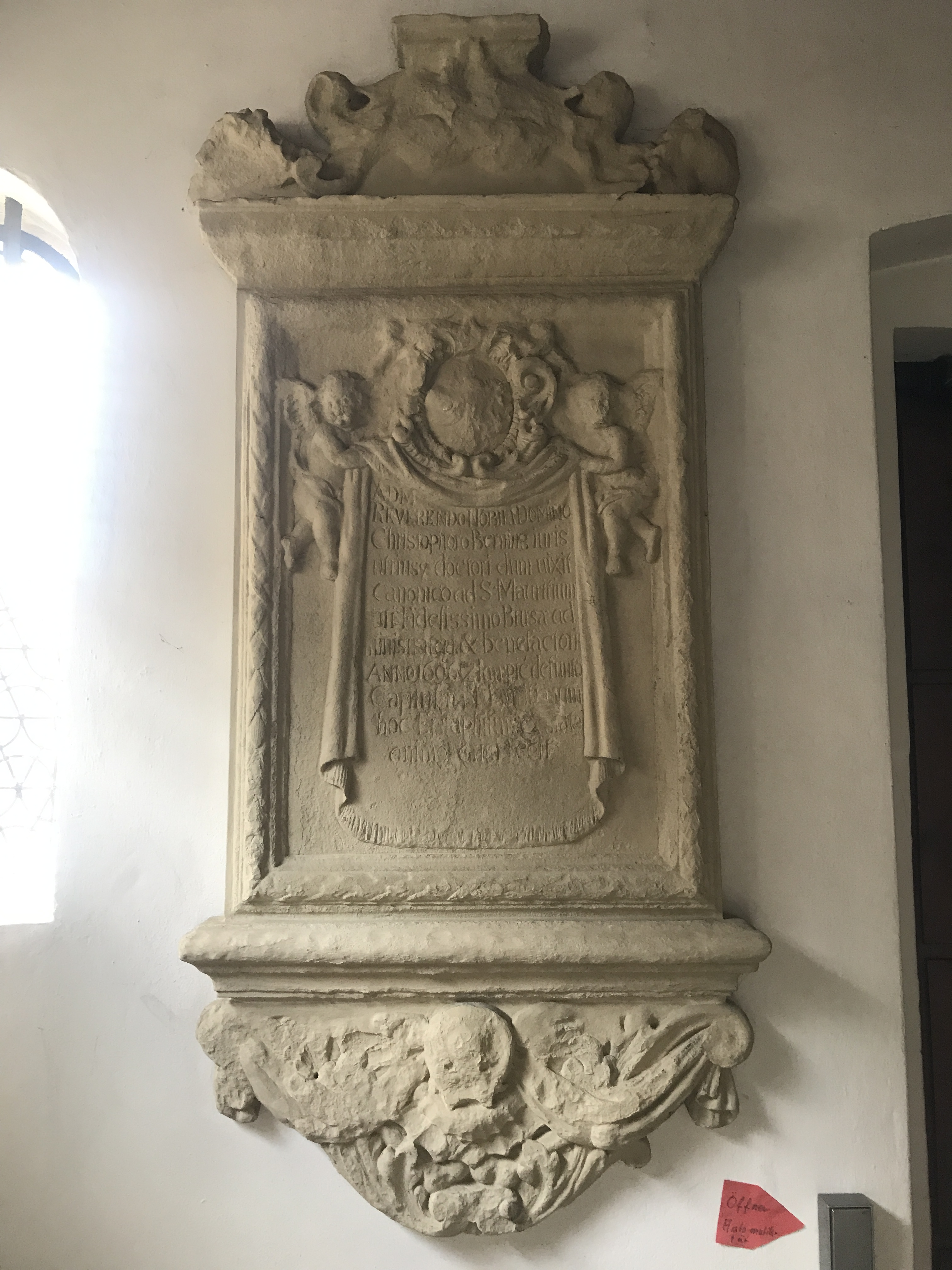
Epitaph des Bursars Christoph Berning († 1696)
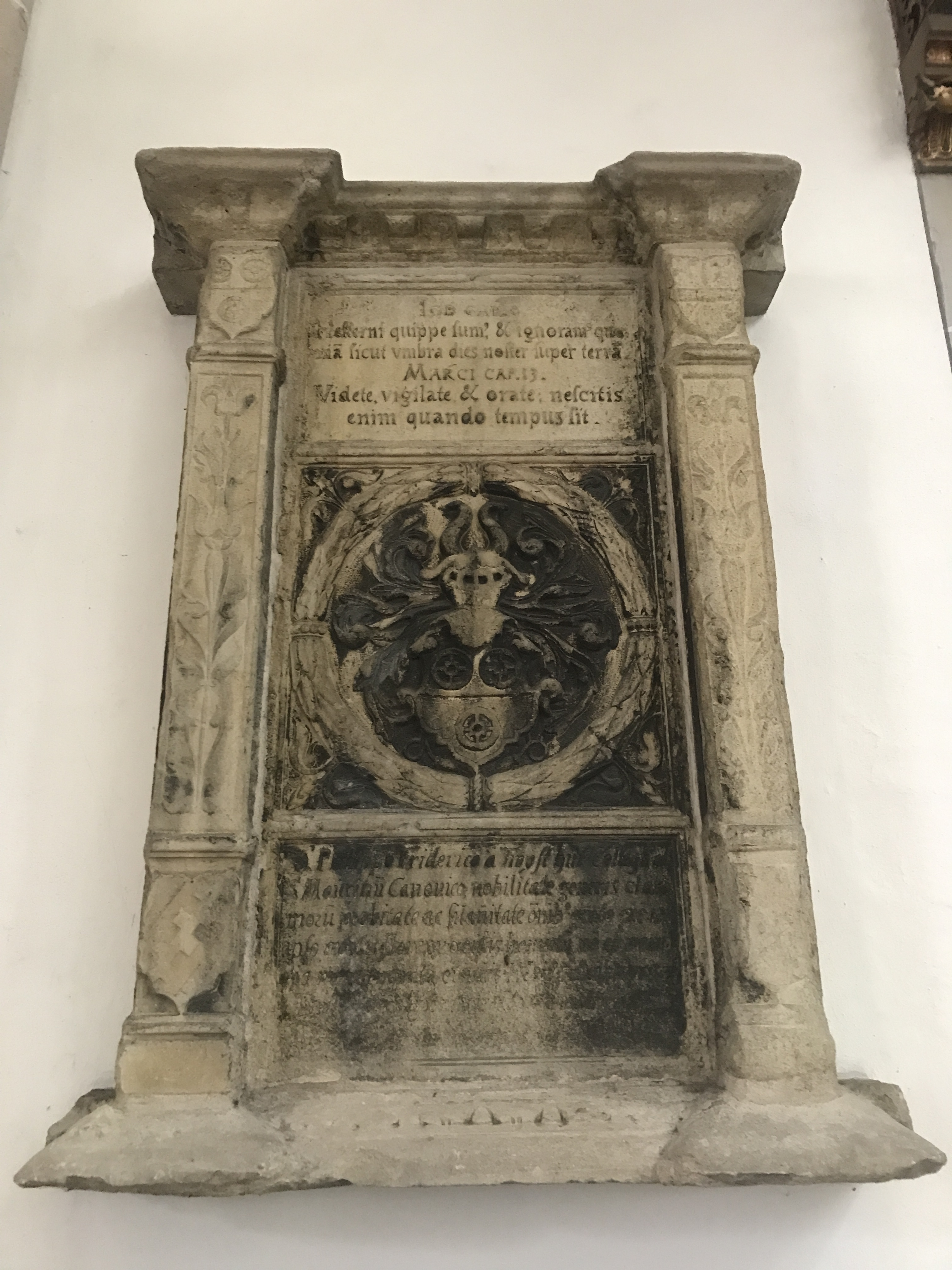
Epitaph des Philipp Friedrich von Twist
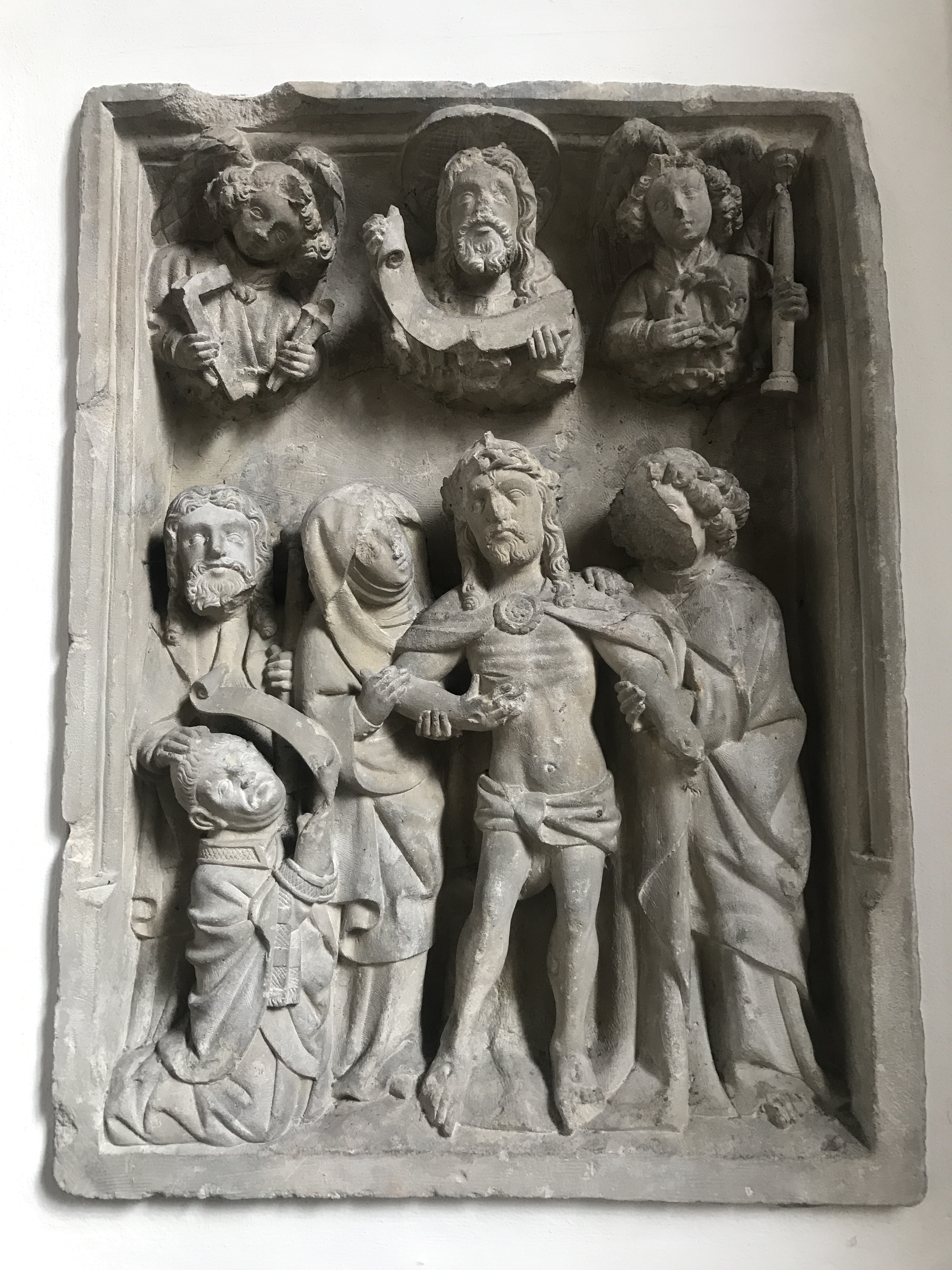
Epitaph des Hermann Dachmann
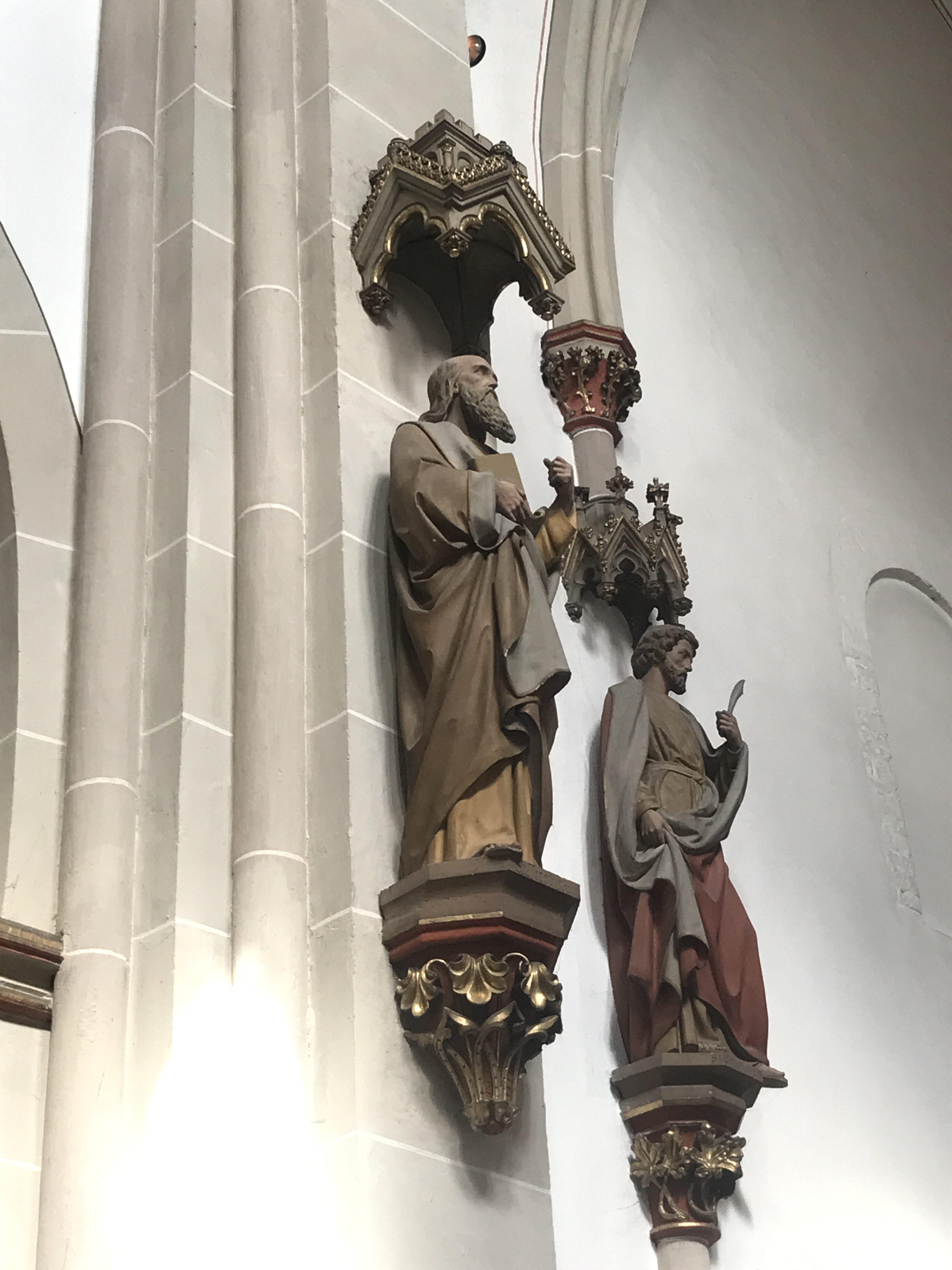
Apostelfiguren im Chor
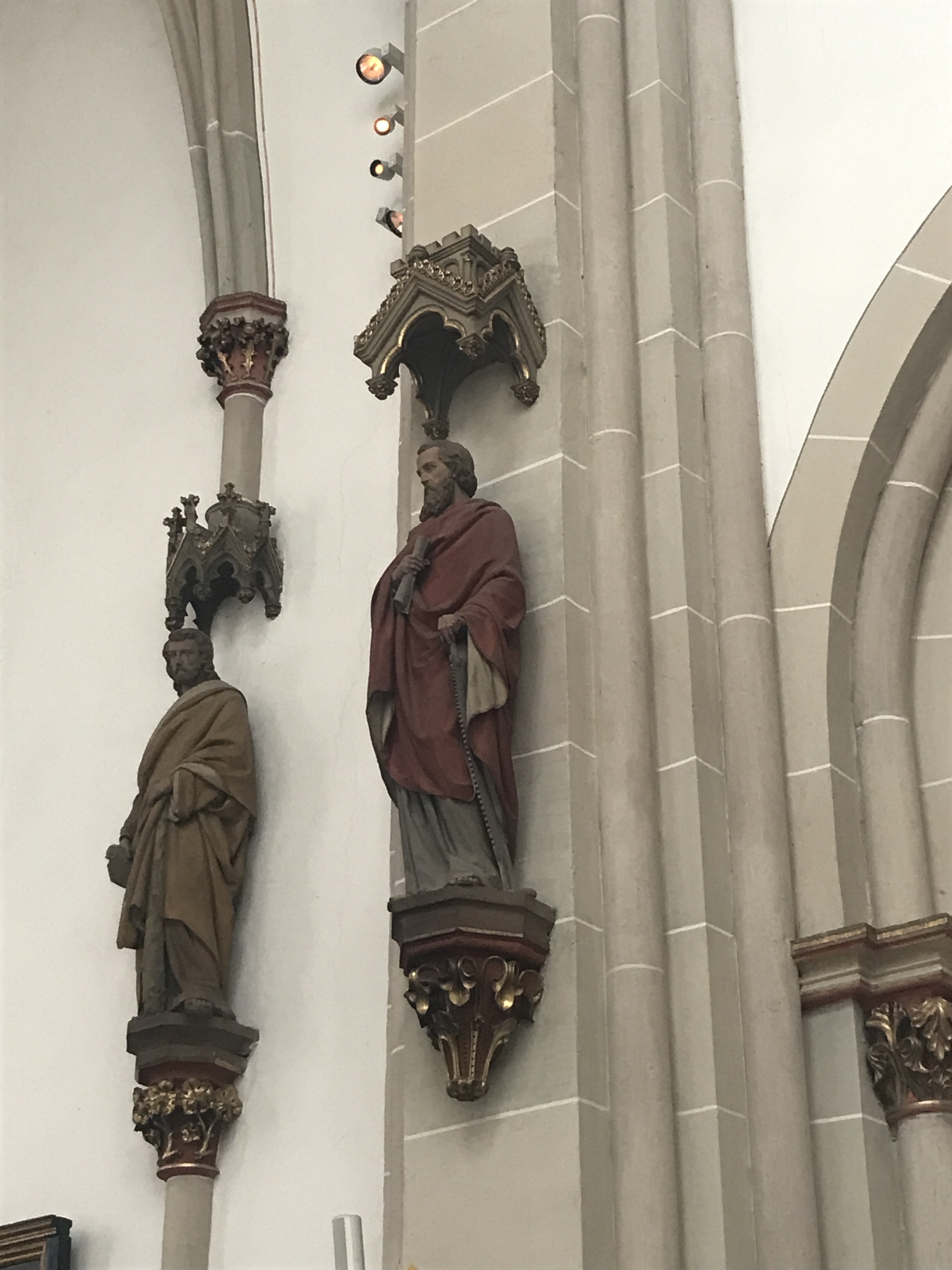
Apostelfiguren im Chor

## Orgel

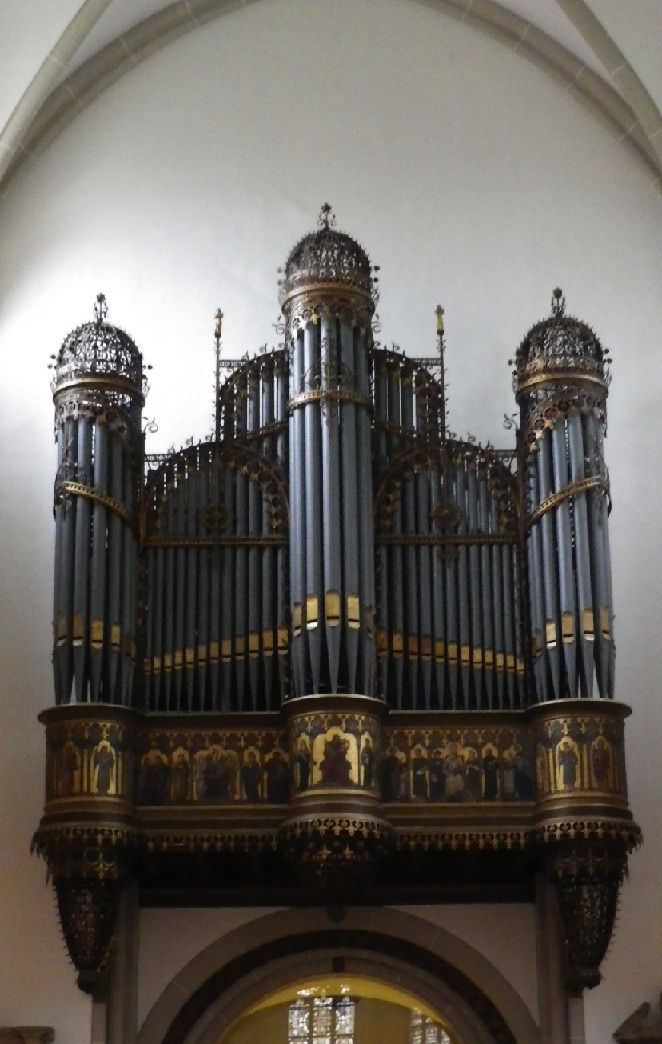
Blick auf den Prospekt der Mauritz-Orgel

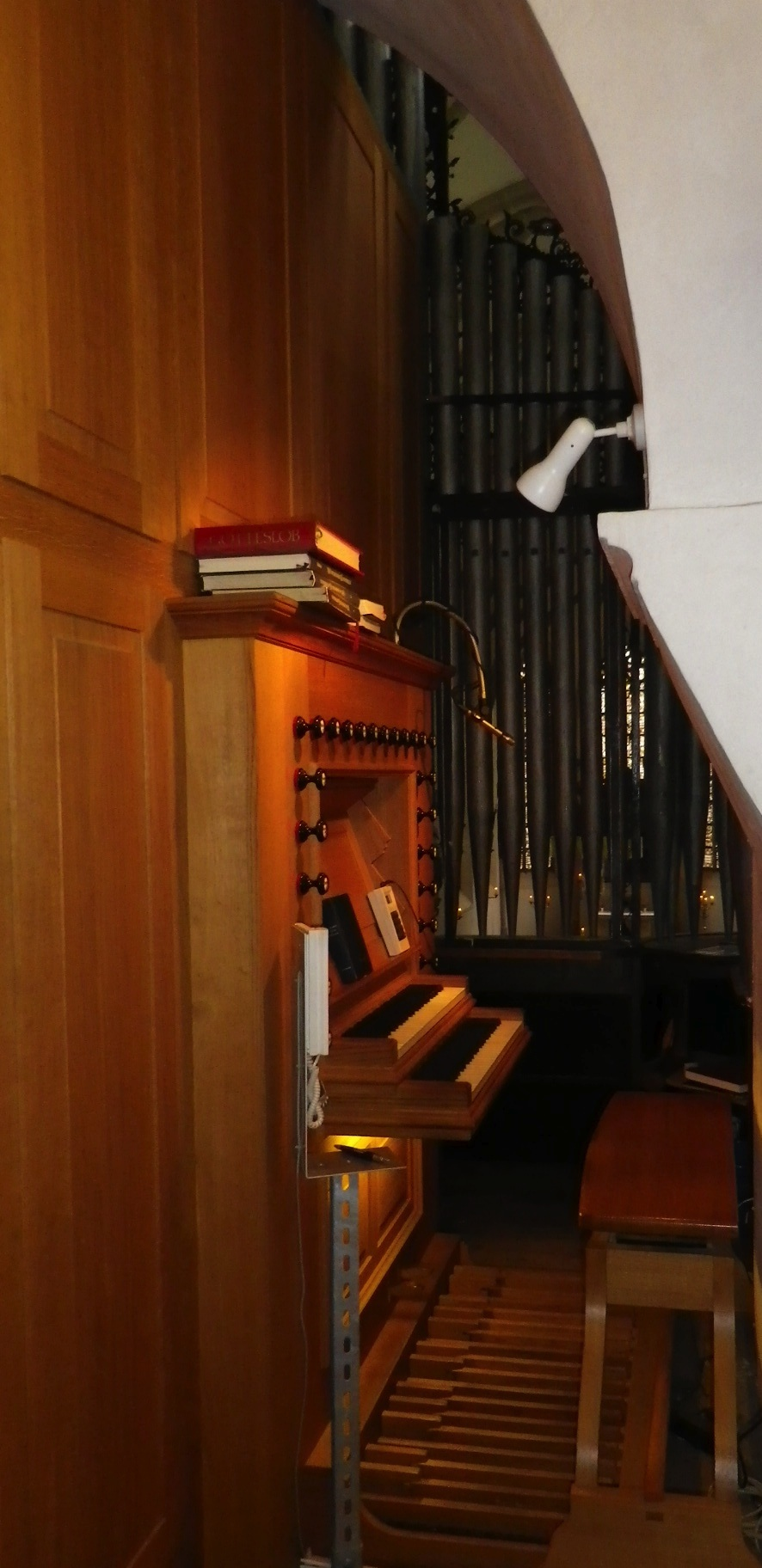
Spielanlage mit Blick in den Kirchenraum, durch die (stummen Prospekt-)Pfeifen im Hintergrund hindurch

Die erste nachweisbare Orgel wurde im Jahr 1503 von Johan tom Soide gebaut. Sie fiel aber bereits 1533/34 den Täufern zum Opfer, die nicht nur die Orgel, sondern auch Altäre und Gemälde zerstörten und die Gewölbe der Kirche beschädigten. In der Folgezeit sind weitere Instrumente belegt, unter anderem ein Instrument von dem Orgelbauer Johann Kersting aus dem Jahr 1833 mit elf Register.
Die heutige Orgel geht zurück auf das Instrument, das von Friedrich Fleiter (Münster) im Jahr 1882 erbaut wurde, unter Verwendung von Material aus der Vorgängerorgel von 1833, die vermutlich von dem Orgelbauer Kersting (Münster) erbaut worden war.

### Orgelwerk
Das Orgelwerk befindet sich in einer Orgelkammer, oberhalb des Durchganges von der Kirche zur Erpho-Kapelle. Die Kammer hat eine Fläche von circa 16 m². An ihrer Südwand befindet sich ein circa ein Meter breiter Gang, dahinter, zur Nordwand hin, abgetrennt durch eine Holzwand, das Orgelwerk.
Die Spielanlage befindet sich in dem Gang, seitlich an der Orgel, mittig platziert zu den beiden Manualwindladen. Die Registerzüge sind hufeisenförmig um das Notenpult angeordnet (links senkrecht: Pedal, oberhalb waagerecht: Hauptwerk und Manualkoppel, rechts senkrecht: Brustwerk). Die Windanlage befindet sich außerhalb der Orgelkammer, in einem Vorraum.
Im Laufe des 20. Jahrhunderts wurde das Instrument selbst mehrfach verändert. Zu Beginn des 20. Jahrhunderts wurde das Hauptwerk um eine Cymbel III 1⁄2′ ergänzt. In der Nachkriegszeit wurden – deklariert als Restaurierung unter denkmalpflegerischen Aspekten – erhebliche Eingriffe in das Orgelwerk vorgenommen. 1955 wurde der ursprüngliche „singende“ Klang der Orgel entsprechend dem damaligen Zeitgeschmack durch Franz Breil (Dorsten) „barockisiert“ und die Disposition verändert: Im Brustwerk wurden zwei 8′-Register durch eine Quinte 1 1⁄3′ und einen Scharf IV 1′ ersetzt, das Zungenregister Klarinette 8′ wurde zum Dulzian 8′ umgebaut. Nachdem bereits 1955 die Spiel- und Registermechanik durch eine neue ersetzt worden war, tauschte Franz Breil die gesamte Mechanik 1983 wiederum aus.
Im Jahr 2002 wurde das Werk durch den Orgelbauer Romanus Seifert (Kevelaer) weitgehend in den historischen Zustand von 1882 zurückversetzt. Rekonstruiert wurden u. a. die historische Windanlage, die historische Spielanlage, sowie drei Register, die im Zuge der Veränderungen entfernt worden waren. Durch den Wegfall sämtlicher zwischenzeitlich hinzugefügter Register, einschließlich der Cymbel III im Hauptwerk wurde das ursprüngliche romantische Klangbild wiederhergestellt.
Die Orgel gilt als das größte und kulturhistorisch wertvollste Instrument unter den wenigen erhaltenen Denkmalorgeln in Münster. Angesichts der als herausragend beschriebenen Akustik der St.-Mauritz-Kirche lassen sich mit der Orgel mit ihrem romantischen Klangbild kathedralähnliche Klänge erzeugen. Das rein mechanische Instrument hat 22 Register. Das Register Sesquialtera II im Hauptwerk ist ähnlich einem Cornett intoniert, als Basis zur Mixtur IV.
| I Brustwerk C–f3 |                   |     |     |
| 1.               | Geigenprinzipal 0 | 8′0 | (S) |
| 2.               | Salicional        | 8′  | (S) |
| 3.               | Gedackt           | 8′  |     |
| 4.               | Gedackt           | 4′  |     |
| 5.               | Waldflöte         | 2′  |     |
| 6.               | Klarinette        | 8′  |     |

| II Hauptwerk C–f3 |                   |        |     |
| 7.                | Bordun            | 16′    |     |
| 8.                | Prinzipal         | 08′    |     |
| 9.                | Gamba             | 08′0   | (S) |
| 10.               | Hohlflöte         | 08′    |     |
| 11.               | Oktav             | 04′    |     |
| 12.               | Rohrflöte         | 04′    |     |
| 13.               | Oktav             | 02′    |     |
| 14.               | Sesquialtera II 0 | 02 ⁄3′ |     |
| 15.               | Mixtur IV         | 01 ⁄3′ |     |
| 16.               | Trompete          | 08′    |     |

| Pedalwerk C–f1 |                 |     |
| 17.            | Subbass         | 16′ |
| 18.            | Principalbass 0 | 08′ |
| 19.            | Octavbass       | 04′ |
| 20.            | Posaune         | 16′ |
| 21.            | Trompete        | 08′ |
| 22.            | Clairon         | 04′ |

- Koppeln: I/II (als Manualkoppelzug), II/P (als Pedalkoppeltritt)
- Spielhilfen: Pedalzungentritt (16′, 8′, 4′)
- Anmerkungen

(S) = Rekonstruiertes Register (Seifert, 2002).

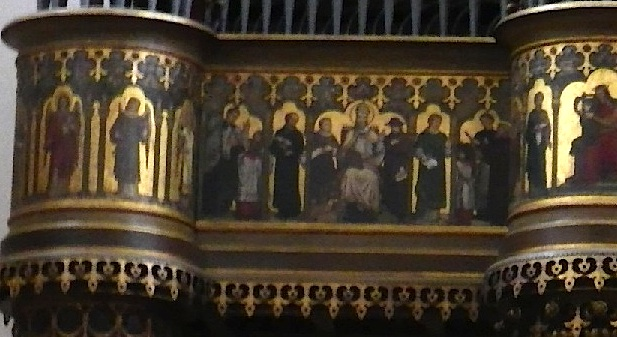
Detail: Malerei links

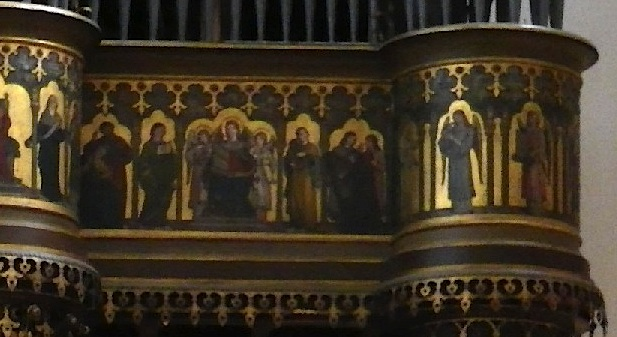
Detail: Malerei rechts

### Gehäuse
Das historische Gehäuse stammt ebenfalls aus dem Jahre 1882 und ist in Material und Ausführung einzigartig. Es wurde von dem Architekten Wilhelm Rincklake entworfen und ist vollständig erhalten.
Das Gehäuse ist circa 5,40 m breit, 6,2 m hoch und ragt circa 1,25 m in den Kirchenraum hinein. Es gliedert sich in zwei Teile: den schmiedeeisernen („eigentlichen“) Orgelprospekt, und darunter den circa 1 m hohen Gesims, auf dem die Prospektpfeifen stehen.
Der Prospektteil besteht aus einem Mittelturm, der von jeweils einem flachen Pfeifenfeld flankiert wird, und am Rande wiederum von je einem Rundturm. Die Rundtürme verfügen über filigran gestaltete Kappen aus getriebenem Messingblech. Die halbkreisförmigen Schleierbretter sind ebenfalls aus Messing gestaltet und zeigen florale Ornamente. Den unteren Abschluss der beiden seitlichen Rundtürme bilden aus Messingblech gestaltete Körbe, ähnlich den oberen Turmabschlüssen, die allerdings länglicher gestaltet sind, und daher an Bienenkörbe erinnern.
Das Gesims besteht weitgehend aus Stahlblech. Der Akadenfries wurde von der Malerin Marianne Wagener aus Münster gestaltet und zeigt Apostel-, Engel- und Heiligenfiguren, die auf Goldgrund gemalt sind. Interessant ist, dass die Gehäusekosten von circa 8700 Mark (1882) die Kosten des Instruments (circa 6300 Mark, 1882) deutlich überstiegen.

## Glocken

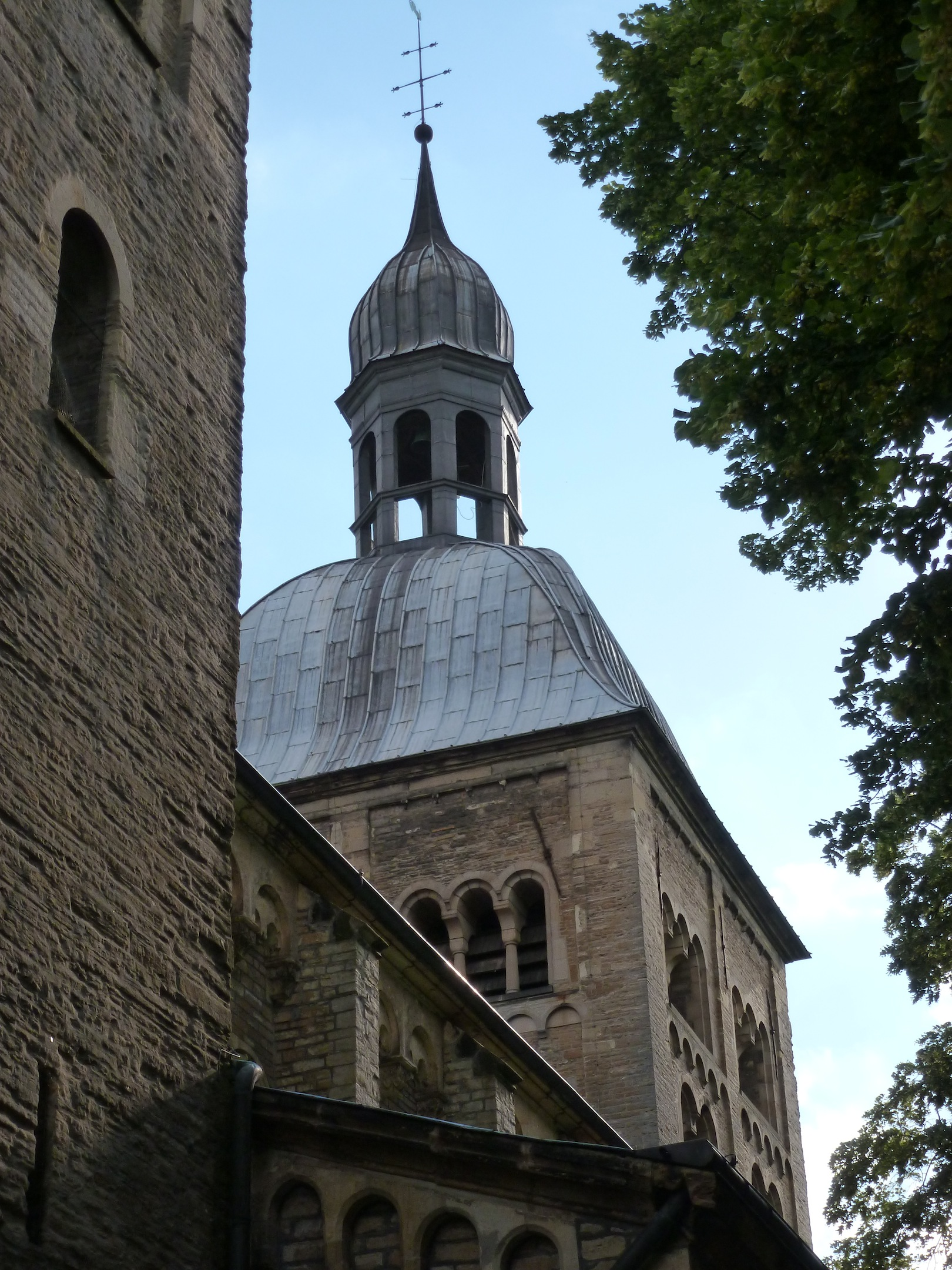
Westturm mit Laterne

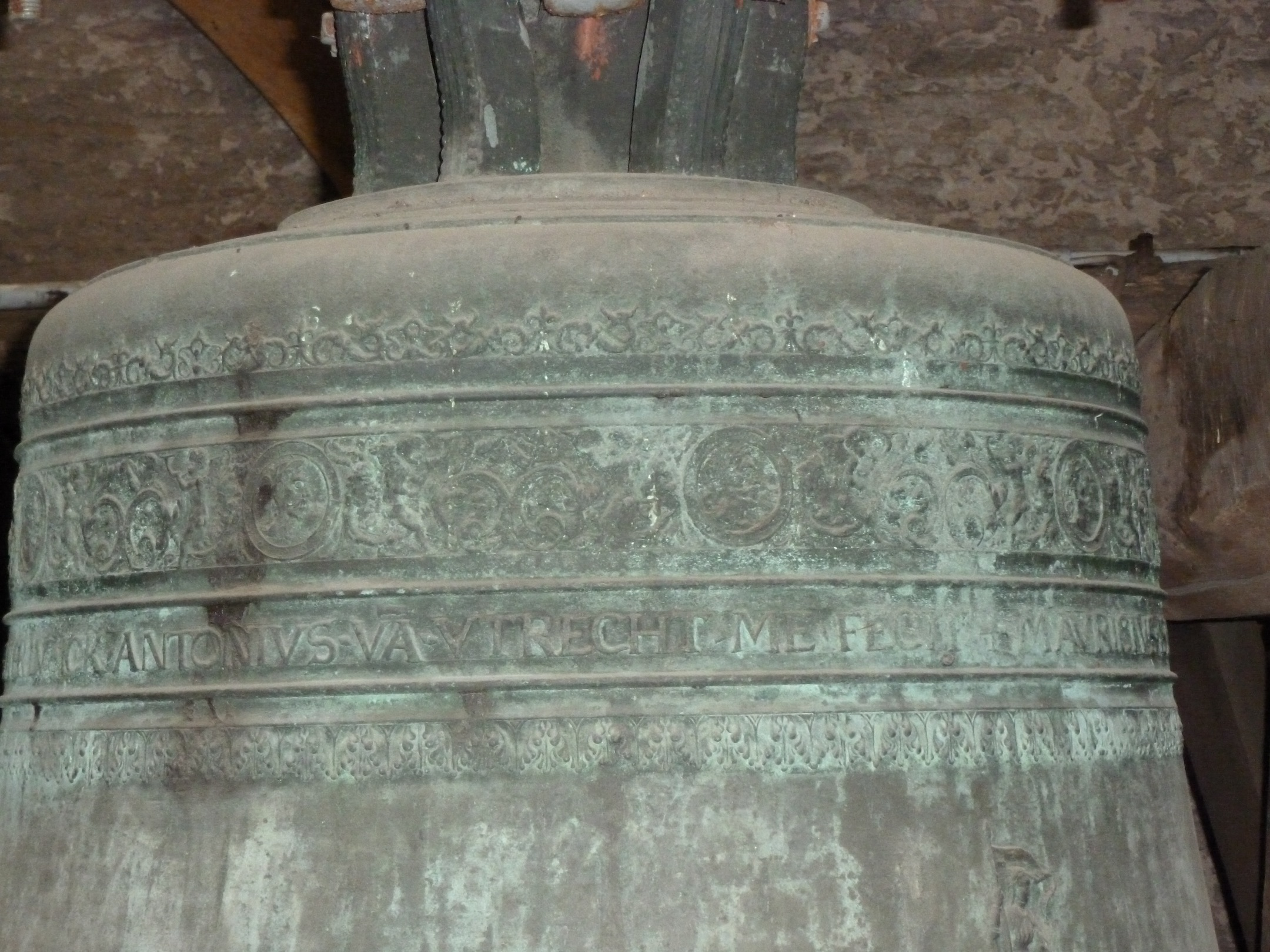
Glocke Nr. 1: Glockenzier

Im Westturm befindet sich ein siebenstimmiges Geläut. Die Basis des Geläutes bilden drei große historische Glocken aus dem 16. Jahrhundert. Die älteste Glocke („Klerusglocke“) wurde 1539 vom Glockengießer Wolter Westerhues gegossen. Zwei weitere Renaissanceglocken wurden 1550 vom Glockengießer Antonius van Utrecht gegossen; sie lassen deutliche Parallelen im Dekor zur älteren Klerusglocke erkennen.
Im 17. und 18. Jahrhundert wurde das Geläut um vier weitere Glocken ergänzt, die jedoch im Ersten Weltkrieg beschlagnahmt und eingeschmolzen wurden. Erst 1989 wurde das (historische) Geläut durch vier Zimbelglocken ergänzt, die von der Glockengießerei Petit & Gebr. Edelbrock (Gescher) gegossen wurden. Im Gegensatz zu den historischen Glocken sind die Zimbelglocken in schwerer Rippe konstruiert, so dass eine Einheit des Gesamtgeläutes nicht ganz erreicht wird. Ebenso nehmen die Zimbelglocken nicht alle Töne der großen Glocken auf.
Alle Glocken hängen an Holzjochen (Läuterichtung Nord-Süd). Die historischen Glocken hängen nebeneinander in einem alten Holzglockenstuhl. Im Jahre 2010 wurden sie mit neuen Motoren und Glockenbremsen ausgestattet, um die Glocken zu schonen. Die Zimbelglocken hängen seitlich davon, in einem neuen, einjochigen Glockenstuhl auf zwei Ebenen.
| Nr. | Name               |                    | Gussjahr | Gießer                  | Ø (mm) | Gewicht (kg) | Nominal (16tel) | Inschrift / (Anmerkungen) |
| 1   | Mauritius          | Mauritius          | 1550     | Antonius van Utrecht    | 1236   | 1180         | d1 +2           | (lateinische Inschrift, gotische Schriftzeichen) Mauritius ist mein Name. Mein Geläute soll Gott wohl gefallen. Die Lebenden rufe ich, den Toten läute ich. Antonius van Utrecht hat mich gemacht. 1550 |
| 2   | Johannes           | Johannes           | 1550     | Antonius van Utrecht    | 1090   | 820          | f1 +10          | (lateinische Inschrift) Johannes ist mein Name. Mein Geläute soll Gott wohl gefallen. Die Lebenden rufe ich, den Toten läute ich. Antonius van Utrecht hat mich gemacht. 1550                           |
| 3   | Klerus             | Klerus             | 1539     | Wolter Westerhues       | 882    | 400          | a1 +9           | (lateinische Inschrift) Zuvor von den bösen Wiedertäufern zerstört ist diese Glocke von dem Klerus erneuert im Jahre des Herrn 1539. Allein Gott ist die Ehre.                                          |
| 4   | Maria              | Maria              | 1989     | Petit & Gebr. Edelbrock | 790    | ~345         | c2 +9           | Magnificat anima mea dominum Hoch preiset meine Seele den Herrn! |
| 5   | Kardinal von Galen | Kardinal von Galen | 1989     | Petit & Gebr. Edelbrock | 721    | ~285         | d2 +8           | Mit Wappen des Kardinals, seinem Namen und dem Sterbedatum 22. März 1946. Nec laudibus nec timore Nicht Menschenlob, nicht Menschenfurcht (soll uns bewegen).                                           |
| 6   | Niels Stensen      | Niels Stensen      | 1989     | Petit & Gebr. Edelbrock | 656    | ~210         | e2 +8           | Schön ist, was wir sehen, schöner, was wir wissen, am schönsten, was wir nicht fassen. |
| 7   | Gabriel            | Gabriel            | 1989     | Petit & Gebr. Edelbrock | 558    | ~128         | g2 +9           | Höret auf das Wort des Herrn und verkündet es. |

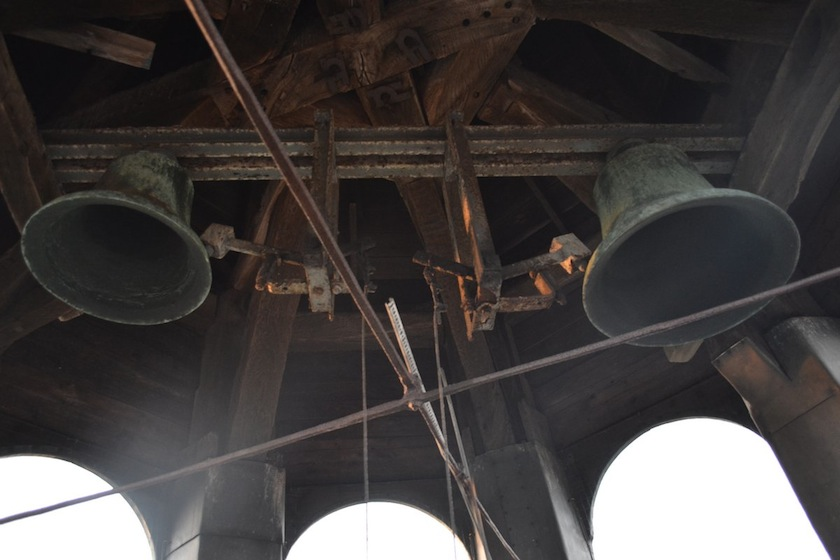
Uhrglocken

In der Turmlaterne befinden sich seit 1958 zwei kleine Glocken. Sie dienen dem Viertel-Stunden-Schlag und sind nicht läutbar.
| Nr. | Name         | Gussjahr | Gießer | Ø (mm) | Gewicht (kg) | Nominal (16tel) | Inschrift / (Anmerkungen) |
| I   | Maria Regina |          |        | 54     | 85           | f2              |                           |
| II  | Carolus      |          |        | 45     | 50           | as2             |                           |

## Kirchenschatz
St. Mauritz verfügt über zahlreiche Kostbarkeiten und Alltagsgegenstände aus dem Schatz des ehemaligen Stifts: neben vielerlei liturgischen Geräten (Kelche, Monstranzen, Leuchter, Mantelschließen für die Chormäntel etc.) sind auch einige Reliquiare erhalten, u. a. zwei Armreliquiare des Hl. Mauritius und dessen Gefährten Exuperius, die auf das Jahr 1497 datiert werden. Außerdem zählen zum Kirchenschatz einige sehr kostbare Paramente und auch „profane“ Gegenstände, wie etwa 4 von ursprünglich 14 „Umtrunkbechern“, die um 1540 gefertigt wurden und dem Stiftskapitel später von dem Mauritzer Propst Gottfried von Raesfeld überlassen wurden.

### Grabbeigaben und Erphokreuz
Zu den ältesten Stücken zählen ein kleiner, ca. 10 cm hoher Silberkelch, eine Patene und der Elfenbein-Knauf des Bischofsstabes von Friedrich I. Diese Gegenstände wurden 1970 aus dem Grab des 1084 verstorbenen Bischofs entnommen.
Etwa gleich alt ist auch das sogenannte Erpho-Kreuz, das der 1097 verstorbene Bischof Erpho gestiftet hat.

### Silberfiguren
Erhalten sind ferner zwei (teilweise vergoldete) Silberfiguren, die Mitte des 14. Jahrhunderts gefertigt wurden. Eine Figur stellt den Stiftspatron Mauritius dar. Er steht auf einem sechseckigen (einfachen) Sockel, trägt eine Rüstung samt Schild und Schwert und hält die Heilige Lanze aufrecht, an deren Spitze sich eine Fahne befindet. Die andere Figur stellt die Muttergottes dar. Sie steht ebenfalls auf einem sechseckigen Sockel, der jedoch im gotischen Stil gearbeitet ist, trägt das Jesuskind, um den Hals eine Madonnenmedaille und auf dem Kopf eine Krone.

### Silberaltar
Ein wichtiger Gegenstand des Kirchenschatzes ist ein Expositorium aus Holz, das mit Silber verkleidet wurde. Diese sehr aufwändige barocke Silberschmiedearbeit stammt aus dem Jahr 1729 und wurde in Köln gefertigt.
Das Expositorium gliedert sich in drei Teile. Den unteren Teil bildet ein profilierter Sockelbau mit einem kleinen Podest als Standfläche für eine Monstranz bzw. ein Standkreuz.
Der mittlere Teil des Expositoriums besteht aus sechs Hermenpilastern, die ihren Abschluss in einem profilierten Aufbau finden, der dem Sockelbau ähnlich gestaltet ist. Die Pilaster sind in Dreiergruppen seitlich der Expositionsfläche angeordnet. Aus dem jeweils mittleren Pilaster wachsen die Halbfiguren von Aaron und Melchisedech heraus. Sie werden durch Engels-Halbfiguren flankiert, die aus den beiden äußeren Pilastern der jeweiligen Dreiergruppe herauswachsen. Jedem Pilaster (bzw. jeder Halbfigur) ist ein kleiner einarmiger und schwenkbarer Kerzenleuchter zugeordnet, der an dem unteren Sockelbau befestigt ist.
Mittig auf dem Pilasterabschluss, d. h. oberhalb der Expositionsfläche, ist eine filigrane Darstellung der Taube des Heiligen Geistes angebracht. Oberhalb des profilierten Abschlussaufbaus, mittig über der Darstellung der Taube des Heiligen Geistes, befindet sich unter einem prunkvoll gestalteten Baldachin eine Halbfigur, die Gottvater darstellt. Von dem Baldachin aus fallen nach links und rechts umhangartige, ebenfalls aus Silberblech gestaltete Tuchflächen über die seitlichen Abschlüsse des Pilasterfeldes herab, die bis zum unteren Sockelaufbau reichen.
Die Symbolik des Expositoriums liegt in der Darstellung der Dreifaltigkeit: Gott Vater unter dem Baldachin, Gott Heiliger Geist in Form der Taube, und darunter, auf der Expositionsfläche, Gott Sohn Jesus Christus in Form einer zur Verehrung ausgesetzten konsekrierten Hostie bzw. eines Kreuzes.